# Liste der Baudenkmäler in Garmisch-Partenkirchen

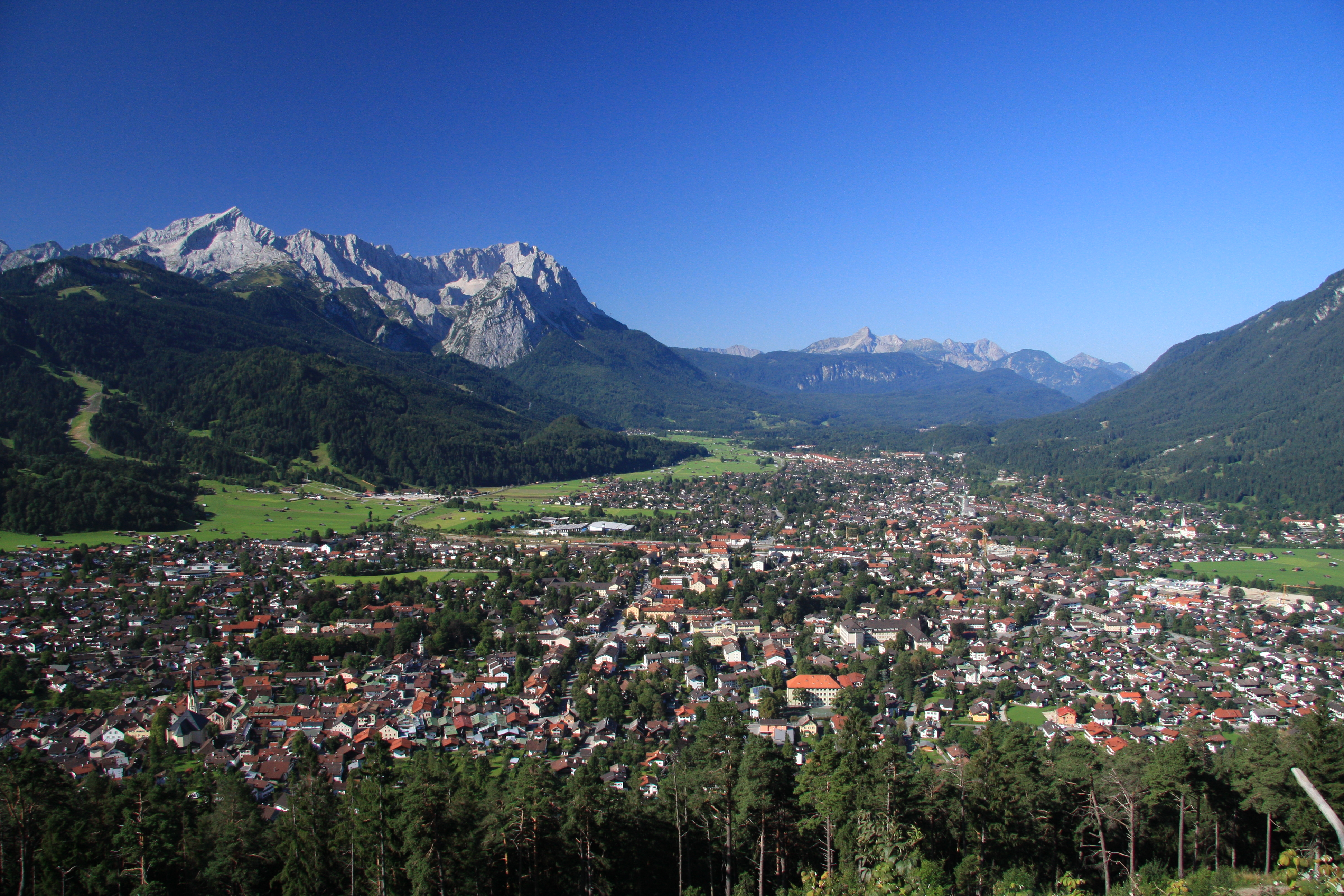
Blick auf Garmisch-Partenkirchen

Auf dieser Seite sind die Baudenkmäler in dem oberbayerischen Markt Garmisch-Partenkirchen zusammengestellt. Diese Tabelle ist eine Teilliste der Liste der Baudenkmäler in Bayern. Grundlage ist die Bayerische Denkmalliste, die auf Basis des Bayerischen Denkmalschutzgesetzes vom 1. Oktober 1973 erstmals erstellt wurde und seither durch das Bayerische Landesamt für Denkmalpflege geführt wird. Die folgenden Angaben ersetzen nicht die rechtsverbindliche Auskunft der Denkmalschutzbehörde.

## Ensembles

### Ensemble Badgasse

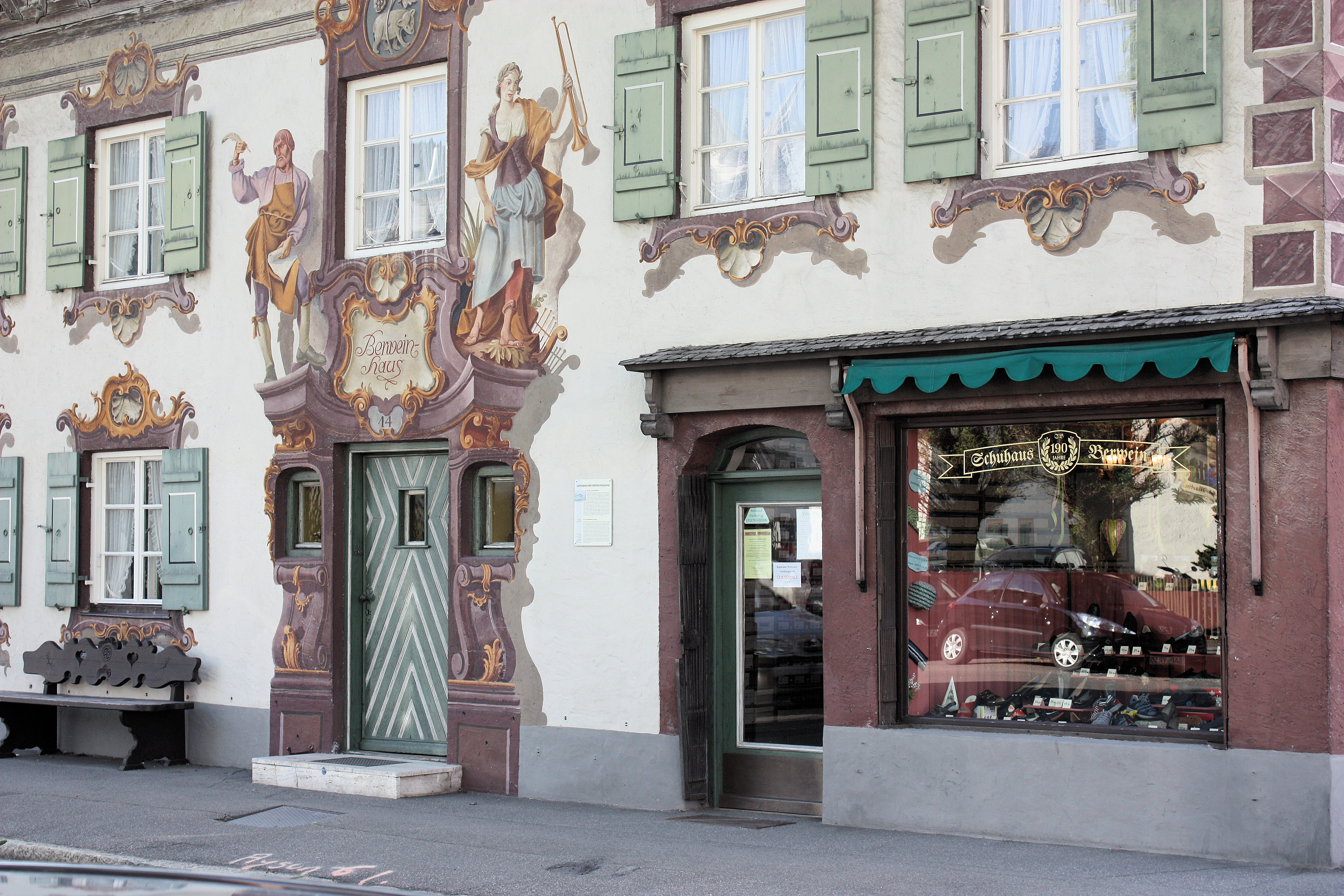
Lüftlmalerei am Berweinhaus

Das Ensemble umfasst den südwestlichen Teil der Badgasse am Rand des historischen Ortskerns von Partenkirchen. Ihre bogenförmige Führung wird bestimmt vom ehemaligen Verlauf des Kankerbaches, der entlang der Gasse floss und erst in jüngerer Zeit abschnittsweise verlegt wurde.
Der Bereich ist weitgehend locker mit ehemaligen Bauern- und Gerberhäusern bebaut, meist giebelständig, mit Flachsatteldächern; anstelle von Nr. 12 stand einst das Badhaus. Im Norden bildet heute das ehemalige Bauernhaus Nr. 7, ein charakteristischer Werdenfelser Mittertennbau, den städtebaulich wirkungsvollen Zugang zu dem Straßenraum, der weitgehend nach einem Flächenbrand 1821 neu bebaut wurde. Von besonderer Bedeutung ist die Gruppe des Berweinhauses Nr. 14 mit seinem reichen Zierbundgiebel und Bemalung von Heinrich Bickel sowie des altertümlichen Gerbermannhauses Nr. 16 mit Werdenfelser Mittertenne.
Aktennummer: E-1-80-117-1

### Ensemble Sonnenbergstraße
Die Bedeutung des Ensembles Sonnenbergstraße, das sich vom alten Partenkirchener Ortskern in östlicher Richtung gegen den Fuß des Wank im ansteigenden Gelände des Sonnenbergs ausdehnt, liegt in der weitgehend einheitlichen Bebauung nach dem großen Flächenbrand von 1863, dem 54 Häuser zum Opfer gefallen waren. Beim Wiederaufbau der meist bäuerlichen Anwesen wurde aus Brandschutzgründen die alte Werdenfelser Hausbautradition aufgegeben. Verputzte Bruchsteinbauten mit mittelsteilen Ziegeldächern ersetzten die schindelgedeckten Blockbauten mit ihren Zierbundgiebeln.

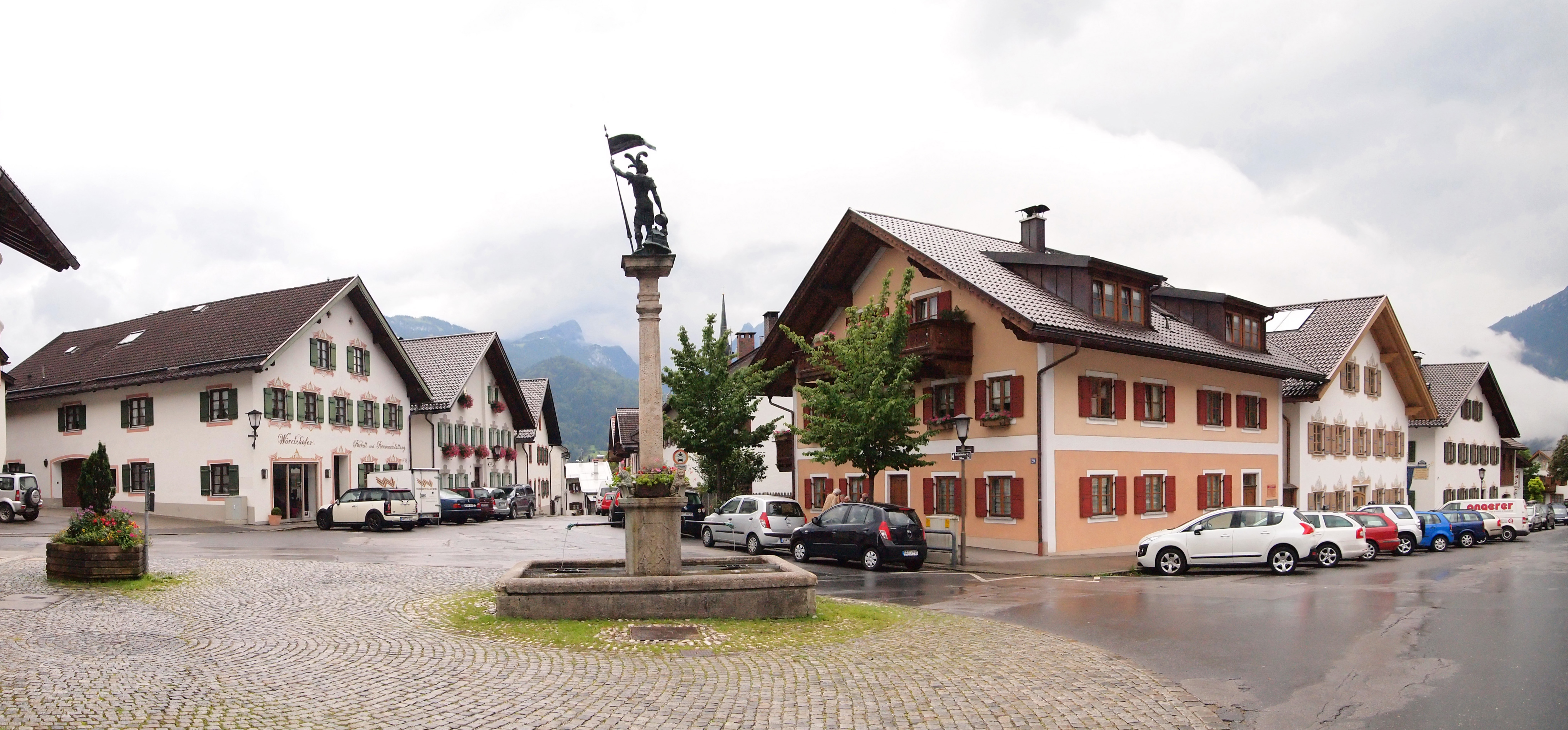
Der Floriansplatz mit der von rechts einmündenden Sonnenbergstraße

Die breite Hauptachse im Ensemble bildet die Sonnenbergstraße. Ihre Richtung wird von einem ehemals offen fließenden Bachlauf bestimmt. Bäuerliche Giebelbauten fassen den angerartigen Straßenzug ein, der durch den Antonius- und Floriansbrunnen besonders akzentuiert wird.
In die platzartige Ausweitung der Straße beim Floriansbrunnen münden mehrere Gassen ein, die zum Ensemble gehören.
Die Römerstraße ist durch dicht aneinandergeschlossene, oftmals giebelständige Bauernhäuser doppelseitig bebaut. Die Giebel stehen sich hier gegenüber und bilden einen besonders einheitlichen Straßenraum, der durch geschnitzte und aufgedoppelte Haustüren und hölzerne Balkone belebt wird.
Der gewundene Zug der Ballengasse – sie ist ebenfalls doppelseitig mit Giebelhäusern bebaut – zeigt eine Gruppe Alt-Werdenfelser Häuser Nr. 7/9, 11, 13, die vom Brand 1863 nicht berührt worden ist und eindrucksvoll an den älteren malerischen Charakter der Bebauung des Sonnenbergs erinnert.
Die Bebauung der St.-Anton-Straße ist das Ergebnis einer Aussiedlung von 1864. Bäuerliche Giebelbauten liegen sich in einer verhältnismäßig schmalen Gasse gegenüber.
Aktennummer: E-1-80-117-7

### Ensemble Fürstenstraße
Das Ensemble umfasst den nördlichen der beiden durch die Loisach getrennten frühen Siedlungskerne der Ortschaft Garmisch. Von dem zur Burg Werdenfels und weiter nach Murnau führenden alten Verkehrsweg (heute Burgstraße) östlich tangiert, hat sich der Bereich um die alte Pfarrkirche St. Martin, der ursprünglichen Mutterkirche für das gesamte obere Loisach- und Isartal, als eng umgrenztes Quartier von besonderer historischer Dichte erhalten, während das Gebiet südlich der Loisach viel stärker expandierte und mit dem barocken Pfarrkirchenneubau zum eigentlichen Ortszentrum wurde.

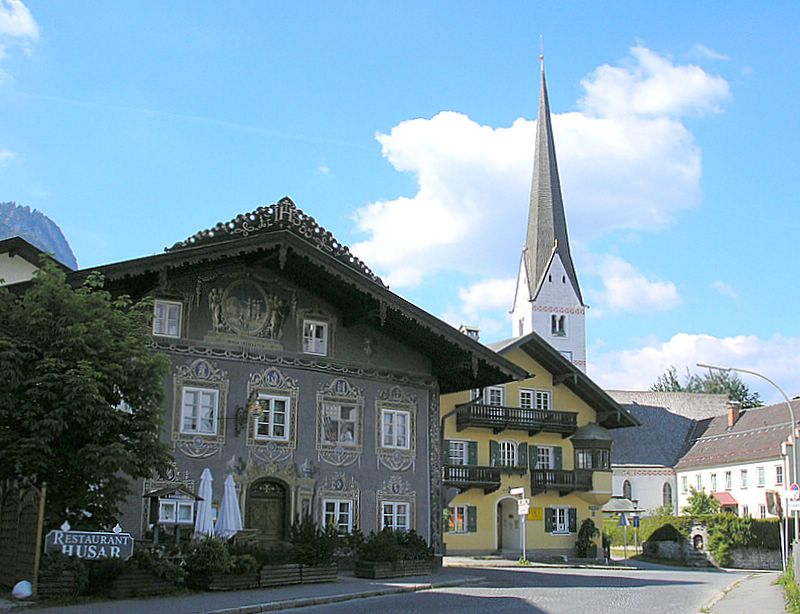
Haus zum Husaren

Am Nordende der Fürstenstraße, an der höchstgelegenen Stelle des vom Flussübergang her leicht ansteigenden Geländes, steht die um 1280 statt eines romanischen Vorgängerbaues errichtete Martinskirche, umgeben vom ehemaligen Friedhof, dem im Kern barocken Pfarrhof mit -ökonomie (Pfarrhausweg 4), dem alten Mesnerhaus (Lazarettstraße 2) und der 1853 der Kirche südlich angefügten alten Schule (Pfarrhausweg 1). Von der auf der Westseite der Fürstenstraße zur Kirche hin gestaffelten Bebauung reichen der große Steilgiebelbau des ehemaligen Rentamtes (Fürstenstraße 21) und das mit reicher Fassadenzier versehene „Haus zum Husaren“ (Fürstenstraße 25) noch in das 17. Jahrhundert zurück. Die im frühen 20. Jahrhundert anstelle des alten Bräuhauses (Fürstenstraße 23, heute Gasthaus Bräustüberl) bzw. des ehemaligen bäuerlichen Anwesens Fürstenstraße 27 errichteten Nachbarsbauten respektieren in Bauflucht und Maßstab die barocken Vorgängeranlagen und suchen durch ihre Gestaltung in Formen des alpenländischen Heimatstils den malerischen Reiz des Straßenbildes noch zu erhöhen. Das „Bräustüberl“ erfuhr (ebenso wie das Pfarrhaus) in den Jahren 1934/36 eine Umgestaltung, wobei die Wandbilder von Heinrich Bickel den historischen Ortsbezug thematisieren und zugleich an die Tradition der Lüftlmalerei – hier am Haus zum Husaren besonders anschaulich – anknüpfen. Der 1907/1908 unterhalb des Chores von St. Martin in barockisierendem Jugendstil errichtete neue Schulbau (Burgstraße 9) bildet das moderne Pendant zum Schulhaus von 1853; er markiert zugleich die nordöstliche Begrenzung des Ensembles. Eine noch jüngere Variante barockisierender Formen zeigt das 1927 errichtete Geschäftshaus Fürstenstraße 19, das den Auftakt des Ensembles von Süden her bildet. Östlich der Fürstenstraße erstreckt sich in einer Senke die bäuerliche Besiedelung „Im Winkl“, geprägt durch die eng zueinanderstehenden Bauernhäuser, wobei sich die Fürstenstraße bei den Häusern Nr. 22, 24, 26 und 28 mit ihren teilweise noch in das 18. Jahrhundert zurückgehenden Ziergiebeln, platzartig vor dem ehemaligen Bräuhaus aufweitet. In lockerer Anordnung stehen östlich von „Im Winkl“ die ehemaligen Bauernanwesen Burgstraße 5 und 7, die wie viele Häuser in Garmisch in den 1920er/30er Jahren zu Wohnhäusern umgebaut wurden.
Aktennummer: E-1-80-117-9

### Ensemble Loisachstraße

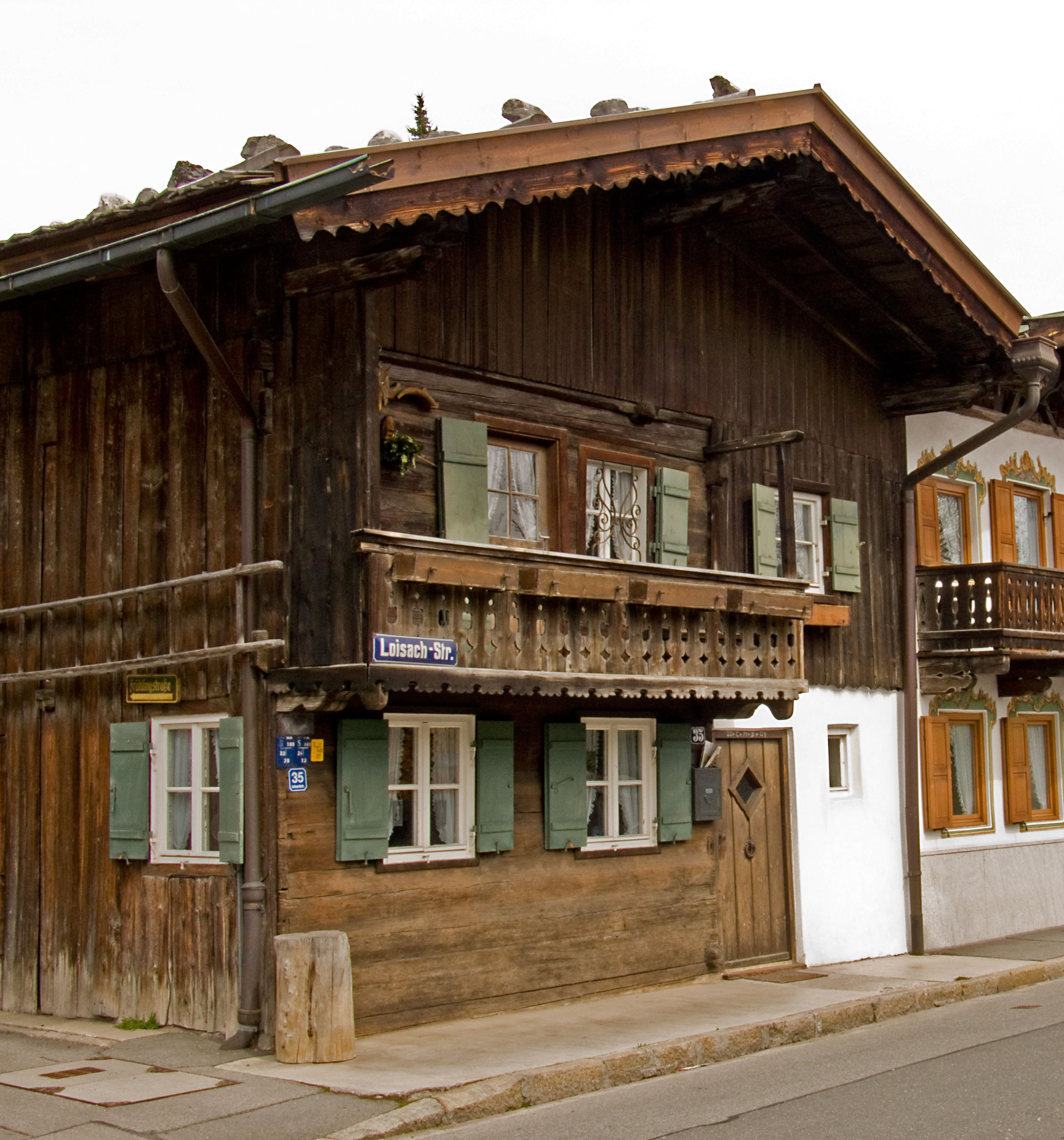
Handwerkerhaus mit Legschindeldach aus dem 17. Jahrhundert

Das Ensemble Loisachstraße umgreift die Häuserzeile längs des linken Garmischer Loisachufers vom stattlichen ehemaligen Benefiziatenhaus, Nr. 43, im Nordosten bis zur Grenze der historischen Besiedlung im Südwesten, wo sich die Bebauung auffächert. Es handelt sich um Block- und Putzbauten verschiedener Größe, vorwiegend aber um kleinere ehemalige Flößer- und Handwerkerhäuser aus dem 17. bis zum frühen 20. Jahrhundert, regelmäßig mit alpenländischem Flachsatteldach und fast immer mit dem Giebel nach Südosten, in offener Bauweise oder in nahezu geschlossenen Gruppen.
Im nordöstlichen Teil, beim Loisachsteg, ist die besonders malerische Kleinhäusergruppe Nr. 35–39 bemerkenswert, in der sich eines der letzten, bis zum Beginn des 20. Jahrhunderts üblichen Legschindeldächer erhalten hat. Im Südwesten haben sich, zurückgesetzt hinter einer kleinteiligen, meist erneuerten Wohnhäusergruppe, drei eindrucksvolle breitgelagerte Werdenfelser Bauernhäuser, zum Teil Doppelbauten, die aus dem 17.–19. Jahrhundert stammen, erhalten.
Dem Reichtum an Baudetails (Zierbundgiebel, Lüftlmalerei, hölzerne Söller und
Veranden, Haustüren, Hausbänke, Balkenköpfe, Fensterläden) entspricht die Vielfalt an
kleinen Hausgärten und Vorplätzen mit Schupfen und Holzlegen.
Aktennummer: E-1-80-117-5

### Ensemble Frühlingstraße

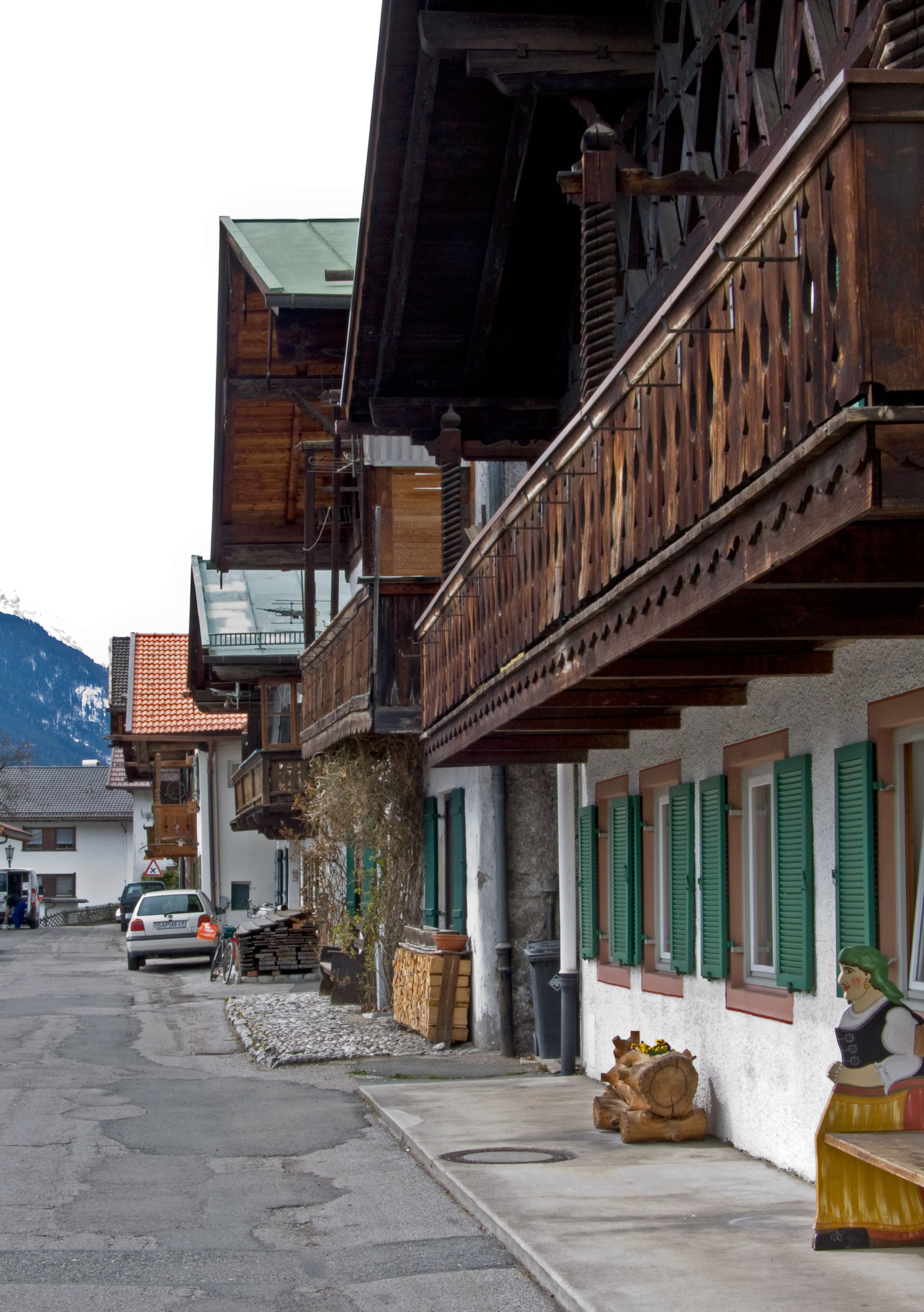
Die Frühlingstraße im Ortsteil Garmisch

Der östliche Teil der Garmischer Frühlingstraße dehnt sich auf dem Rand einer Hochuferterrasse der Loisach aus. Die Gasse, ehemals „Am Rain“ genannt, ist einseitig bebaut. In dichter, nahezu geschlossener Reihung stehen Bauernhäuser mit weit ausgreifenden Flachsatteldächern giebelständig zur Gasse. Die ehemals langen schmalen, bis zum Fuß des Grasbergs reichenden rückseitigen Grundstücke wurden meist in jüngster Zeit parzelliert und überbaut. Dagegen sind die den Anwesen südlich vorgelagerten, in die Niederterrasse herabreichenden kleinen Hausgärten mit ihren Schupfen und einer Schmiede in ihrem historischen Erscheinungsbild weitgehend erhalten geblieben. Die Häuserreihe, bis Anfang des Jahrhunderts einheitlich mit Schindeldächern gedeckt, weist mit Nr. 23 noch ein Mittertennhaus und mit Nr. 29 einen bedeutenden massiven Bau des 16. Jahrhunderts auf. Der Reichtum an Zierbundgiebeln und hölzernen Altanen sowie das ebenso geschlossene wie malerische Bild der Häuserreihe, die überwiegend aus dem 18. Jahrhundert stammt, haben bewirkt, dass die Straße zum Inbegriff einer alpenländischen, bäuerlichen Siedlung wurde.
Aktennummer: E-1-80-117-2

### Ensemble Loisachgries
Das Ensemble umfasst die historische Bebauung auf dem ehemaligen Loisachgries, das sich nordwestlich des neueren, durch die barocke Martinskirche bestimmten, Garmischer Ortskerns ausdehnt. Etwa parallel hintereinander, doch leicht geschwungen, erstrecken sich in nordöstlich-südwestlicher Richtung vier Gassen, die in der Regel lediglich nordseitig mit verschieden dicht gereihten Häusern bebaut sind, meist ehemaligen Bauernhäusern des Werdenfelser Typs mit weit ausgreifenden Flachsatteldächern, vereinzelt noch mit charakteristischen Zierbundgiebeln. Bereits im späten 19. Jahrhundert begann der Umbau von Stallteilen zu Wohnräumen. Die seitdem veränderten oder neu errichteten Wohnhäuser, Gasthäuser und Pensionen folgen nach Proportionen, Dachart und -neigung dem historischen Bauernhaustyp bzw. sind den Formen des Heimatstils verpflichtet. Der einheitliche Charakter des Ensembles wird zudem durch die Reihenbebauung und fast ausschließlich südöstlich orientierte Giebelstellung der Bauten bestimmt. Befördert durch die olympischen Winterspiele 1936 hat ein Wandel vom bäuerlichen zu einem vom Fremdenverkehr geprägten Ortsbild stattgefunden, dem auch der Ausbau des östlichen Abschnitts der Griesstraße zur Geschäftsstraße (störendes Gebäude Griesstraße 6) geschuldet ist.

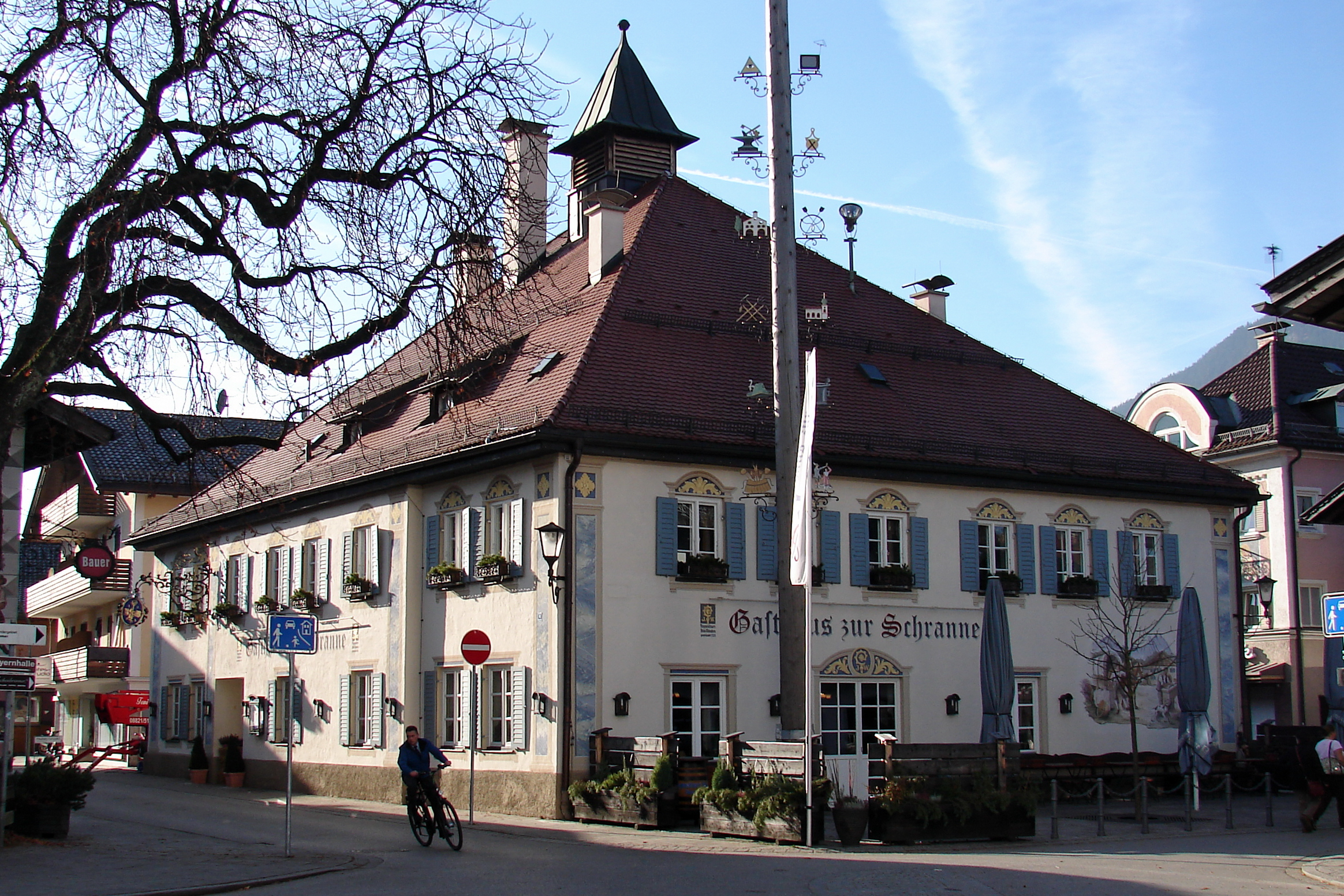
Gasthaus zur Schranne im Loisachgries

Die Häuserzeile der Sonnenstraße, der sich im Nordosten die der Promenadestraße 2–7 anschließt, bildet das eindrucksvollste Element des Ensembles. Sie geht in ihrer Anlage wohl auf das 16./17. Jahrhundert zurück und umfasst eine langgestreckte Reihe ehemaliger bäuerlicher Giebelhäuser des 18. bis frühen 20. Jahrhunderts, einzelne noch mit den Merkmalen des Werdenfelser Hauses (Sonnenstraße 17 u. a.), darüber hinaus hölzernen Balkonen und Fassadenmalereien bis in die jüngste Zeit. Ihre Rückgebäude bilden zugleich die Südseite der Griesgartenstraße, die in unterschiedlicher Dichte eine heterogene Bebauung aus ehemaligen Bauernhäusern (Kleinbauernhaus Griesgartenstraße 1, Werdenfelser Haus Griesgartenstraße 14 u. a.), Nebengebäuden und Schupfen aber auch zwei stattlichen Gebäuden (ehemalige Bäckerei Griesgartenstraße 10 und Gasthaus Griesgartenstraße 20 mit einer Lüftlmalerei von Heinrich Bickel) aufweist. Zwischen Sonnenstraße und Von-Müller-Straße befindet sich ein angerartiger Bereich, den wenige Kleinhäuser (Von-Müller-Straße 8 u. a.), Schupfen und Gärten besetzen. Der am weitesten südliche, dem Mühlbach zugeordnete Gassenzug ist die Griesstraße. Während sie in ihrem östlichen Teil bis zu einer platzartigen Erweiterung am Beginn der Von-Müller-Straße doppelseitig bebaut ist und von Wohn- und Geschäftshäusern der 1930er Jahre (Griesstraße 3, 5, 7) geprägt wird, zeichnet sich ihr westlicher Teil durch eine lockere Bebauung mit Wohn- und Geschäftshäusern sowie einer ehemaligen Schmiede (Von-Müller-Straße 7) aus. Im Westen treffen Griesgarten-, Sonnen-, Von-Müller- und Griesstraße platzartig zusammen. Das Gasthaus (Von-Müller-Straße 12) schließt hier das Ensemble ab.
Aktennummer: E-1-80-117-3

### Ensemble Klammstraße
Das Ensemble umfasst einen Teil der nördlichen Klammstraße sowie die östliche Höllentalstraße und die Schmiedstraße. Die Straßen und Gassen liegen rechtwinklig zueinander am Südrand des historischen Ortskerns von Garmisch und weisen meist locker gereihte und giebelständig zur Straße stehende Werdenfelser
Bauernhäuser auf, die allerdings nur zum Teil noch als solche genutzt sind. Die zugehörigen Hausgärten sind zum Teil erhalten geblieben.
An der Klammstraße hat nur die Westseite bis zur Einmündung der Höllentalstraße ihren historischen Charakter bewahrt. Die durch maßstablose Bauten zerstörte Ostseite der Straße gehört lediglich mit der Gruppe der zum Teil bedeutenden Werdenfelser Bauernhäuser Nr. 11–17a zum Ensemble, die zugleich den östlichen Abschluss der Höllentalstraße bildet.

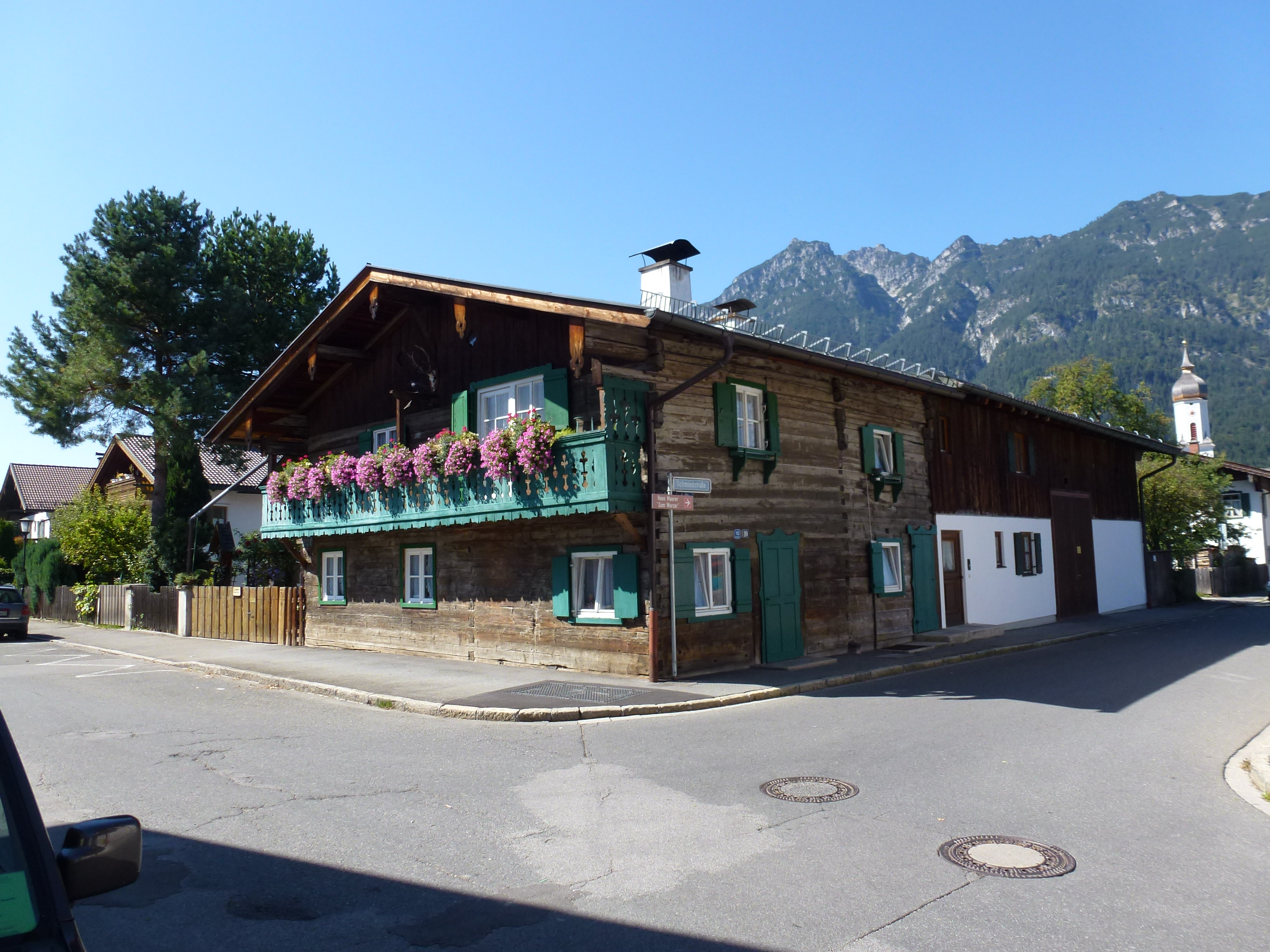
Bauernhaus in der Schmiedstraße 10

Die Höllentalstraße weist durch die sich gegenüberstehenden Giebel einen weitgehend geschlossen wirkenden Straßenraum auf, den das Altgarmischer Bauernhaus Nr. 5 besonders prägt.
Die süd-nördlich gerichtete, kurze Schmiedstraße ist durch locker gesetzte, trauf- und giebelständige, hervorragende Bauern- und Handwerkerhäuser des 17. bis frühen 19. Jahrhunderts mit charakteristischen Werdenfelser Bundwerken und Lüftlmalereien gekennzeichnet. Ein altertümlicher Blockbau, Schmiedstraße 10, und das Giebelhaus
Höllentalstraße 9 bilden südlich einen städtebaulich wirkungsvollen Abschluss. Von
Norden überragt der Barockturm der Pfarrkirche das Bild der Gasse.
Aktennummer: E-1-80-117-4

### Ensemble Ludwigstraße

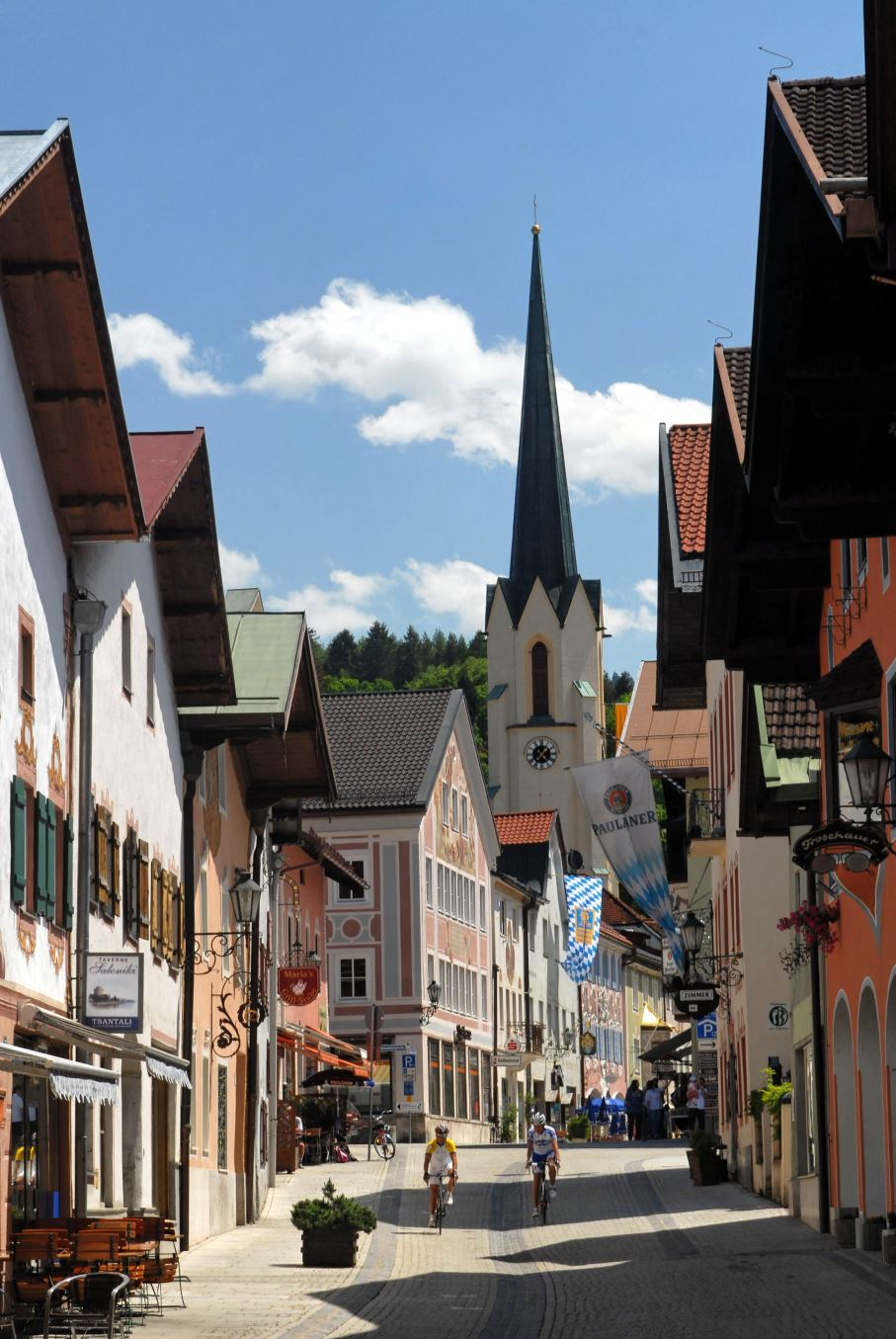
Ludwigstraße in Partenkirchen

Das Ensemble Ludwigstraße umfasst die verhältnismäßig schmale, im Zuge der alten Fernstraße von Murnau nach Mittenwald sich erstreckende Marktstraße von Partenkirchen, die dem Verlauf der römischen Straße vom Brenner nach Augsburg folgt. Der Ort gewann bereits im 13. Jahrhundert als Markt und Gerichtsort der freisingischen Grafschaft Werdenfels Bedeutung. Ihr malerisches Alt-Werdenfelser Straßenbild wurde durch große Brände 1811 und 1865 ausgelöscht, nur das Alte Haus (Ludwigstraße 8) und das Wackerlehaus (Ludwigstraße 47) sind noch Zeugnisse der älteren Bebauung. Das Ensemble ist somit ein Denkmal der Wiederaufbauleistungen des 19. Jahrhunderts.
Im nordwestlichen sogenannten Unteren Markt, der von der freistehenden, sich über dem
römischen castrum Parthanum (Partenkirchen) erhebenden Sebastianskapelle begrenzt wird, bestimmt eine Reihe von nach 1811 entstandenen, relativ gleichartigen Bauernhäusern das
Straßenbild. Es handelt sich um massive verputzte Giebelbauten mit giebelseitiger Mittertenne, die aus Brandschutzgründen auf Bundwerke und zum Teil sogar auf Dachüberstände verzichten zugunsten von gemauerten Vorschussgiebeln.
Die Fassaden der meist nach 1865 erbauten, ursprünglich im Sinne des Maximilianstils
recht nüchternen Bauern- und Handwerkerhäuser sowie Gasthöfe im mittleren Teil der
Ludwigstraße und im sogenannten Oberen Markt, überwiegend zwei- bis dreigeschossige verputzte Giebelhäuser mit mittelsteilen Dächern, sind seit dem frühen 20. Jahrhundert meist im Sinne des Heimatstils ausgestaltet worden durch Wandmalereien, Erker, Ausleger, Stuckierungen, so dass das Straßenbild der Maximilianszeit beeinflusst ist durch ein „alpenländisches“ Bild, wie es der Fremdenverkehr erwartet. Die Wandbilder von Heinrich Bickel leisteten hierzu bemerkenswerte Beiträge. Mangelhaft gestaltete Neubauten beeinträchtigen jedoch auch diesen vom Heimatstil geprägten Charakter. Unverändert manifestiert nur die neugotische, auf einer Terrasse aufragende und den Straßenraum beherrschende Pfarrkirche von Matthias Berger den Stilwillen der Zeit nach 1865.
Aktennummer: E-1-80-117-6

### Ensemble Ortskern Wamberg

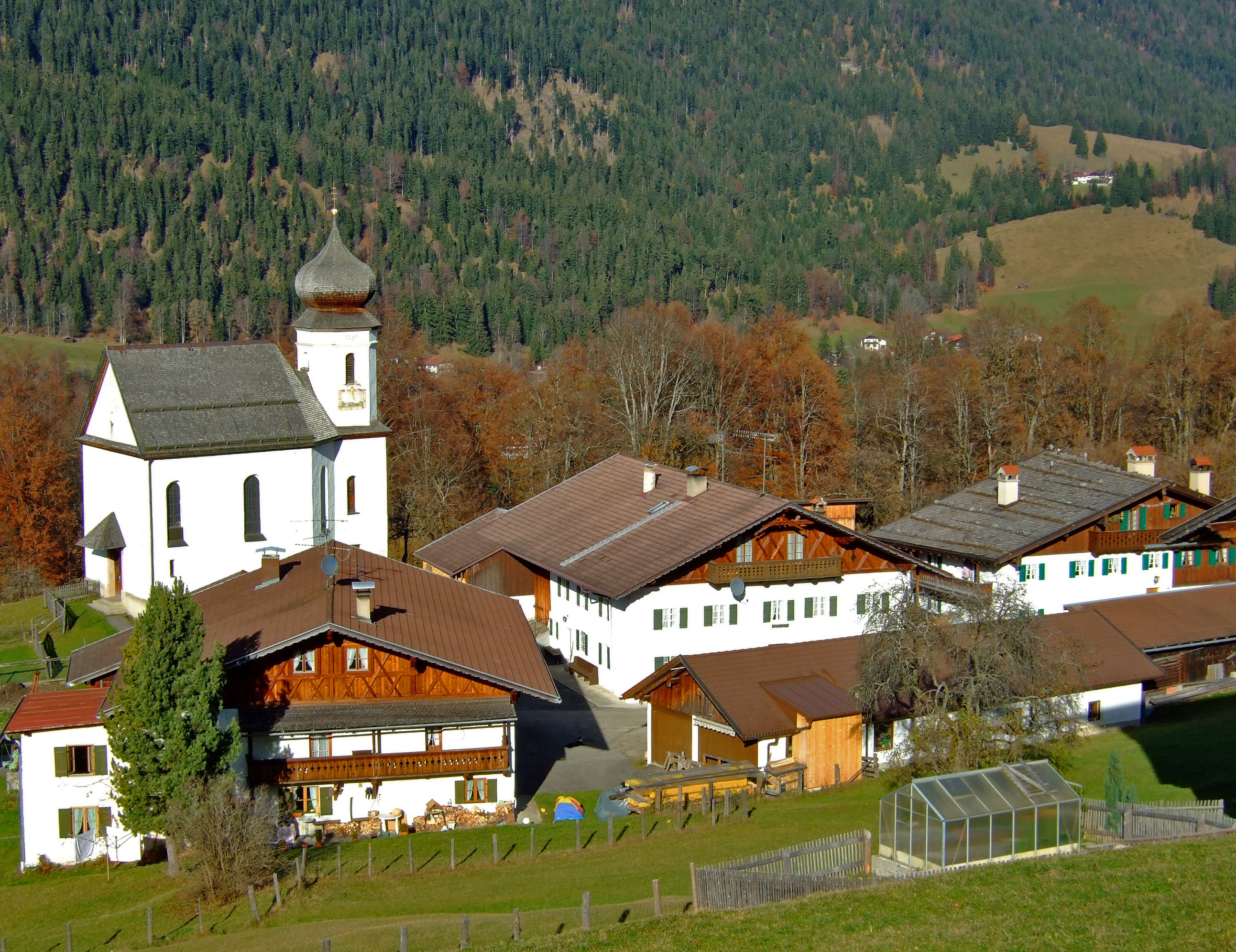
Blick auf Wamberg

Der kleine Kirchort Wamberg gehört zu den eindrucksvollsten Hochgebirgsdörfern der deutschen Alpen. Auf einem Vorgebirgszug, dem Wamberg, vor dem Wettersteingebirgsstock in 996 m Höhe zwischen Steilwiesen gelegen, entwickelte sich das bäuerliche Haufendorf aus zwei Schwaigen des 14. Jahrhunderts. Es besteht aus neun Einfirsthöfen überwiegend des 18. und 19. Jahrhunderts mit verputzten Wohnteilen und kleinen Nebengebäuden, die von der barocken Annakirche überragt werden. Die Giebel der Wohnteile sind west- oder südwärts gerichtet. Haus Nr. 13/14 ist ein originelles Doppelbauernhaus. - Teilweise hat sich die für das Ortsbild einst prägende Dachdeckung mit Legschindeln und Scharschindeln erhalten.
Aktennummer: E-1-80-117-8

## Baudenkmäler nach Gemeindeteilen

### Garmisch-Partenkirchen

#### Garmisch
| Lage                                             | Objekt                                                | Beschreibung | Akten-Nr.                         | Bild                                            |
| ------------------------------------------------ | ----------------------------------------------------- | --- | --------------------------------- | ----------------------------------------------- |
| Achenfeldstraße 7 (Standort)                     | Ehemaliges Wohn- und Bürogebäude                      | zweigeschossiger asymmetrisch gegliederter Flachsatteldachbau im alpenländischen Heimatstil mit Eckerker, Balkon und Giebellaube, von Johann Ostler, 1905; mit Ausstattung, jetzt Teil des Landratsamtes. | D-1-80-117-295 Wikidata           | weitere Bilder                                  |
| Alpspitzstraße 1 (Standort)                      | Ehemaliges Bauernhaus                                 | Im Kern 1604, ursprünglich nach Süden gerichtet, hier reicher Zierbundgiebel des 18. Jahrhunderts und Preis, Giebelfront zum Marienplatz mit Eisenbalkon 2. Hälfte 19. Jahrhundert (Bemalung modern). | D-1-80-117-1 Wikidata             | weitere Bilder                                  |
| Am Herrgottsschrofen (Standort)                  | Heiligenfigur                                         | Barocke Geißelungsszene in vergitterter Felshöhle am Herrgottsschrofen, um 1650. 250 m östlich der Kammerlain-Brücke, nahe der Bundesstraße nach Griesen. | D-1-80-117-263 Wikidata           | BW                                              |
| Am Herrgottschrofen 17 (Standort)                | Villa                                                 | Ehemalige Künstlervilla des Malers Georg Schuster-Woldan (1864–1933), im Kern Bauernhaus des 18. Jahrhunderts, umgebaut um 1896 von Martin Dülfer in ländlich-klassizisierenden Formen, Ostgiebel mit hölzernen Balkons über Säulen, nach Süden Atelierflügel. | D-1-80-117-5 Wikidata             | BW                                              |
| Am Kurpark 18 (Standort)                         | Wohn- und Geschäftshaus „Jocherhaus“                  | Zweigeschossiger freistehender Flachsatteldachbau, Ende 18. Jahrhundert, Fassadenmalereien von Heinrich Bickel 1926. | D-1-80-117-25 Wikidata            | weitere Bilder                                  |
| Am Kurpark 23 (Standort)                         | Madonna                                               | Neugotische Hausmadonna, Steinfigur unter blechernem Wettermantel, um 1900. | D-1-80-117-26 Wikidata            | weitere Bilder                                  |
| Bahnhofstraße 30 (Standort)                      | Postamt                                               | Dreiflügelanlage mit Walmdächern, Hauptbau mit Eckerkern und Zwerchgiebel, Lisenengliederungen und reicher Putzdekor, Dachreiter, im Stil des reduzierten Historismus, 1912 erbaut. | D-1-80-117-19 Wikidata            | weitere Bilder                                  |
| Bankgasse 5 (Standort)                           | Gasthaus Isis Goldener Engel                          | Das 1736 erbaute Gebäude besitzt einen Zierbundgiebel und eine reiche, jedoch moderne Fassadenbemalung. Die Steine zum Bau des Hauses stammen wahrscheinlich von der aufgelassenen Burg Werdenfels. Mittlerweile sind in dem Gebäude im ersten Stock ein Wohnbereich, im Erdgeschoss eine Gaststätte und ein Café, sowie im Keller eine Bar untergebracht. | D-1-80-117-36 Wikidata            | weitere Bilder                                  |
| Bankgasse 9 (Standort)                           | Wohnteil eines ehemaligen Bauernhauses „Zum Stoanas“  | Verschalter Blockbau mit Zierbundgiebel, Ende 17. Jahrhundert | D-1-80-117-37 Wikidata            | weitere Bilder                                  |
| Brauhausstraße 23 (Standort)                     | Friedhof Garmisch                                     | Die gesamte Anlage wurde 1925 von Hans Ostler erbaut, nachdem der alte Friedhof an der Pfarrkirche St. Martin zu klein geworden war. Die Aussegnungshalle ist ein zentraler Giebelbau in einem Trakt mit symmetrischen Flügelbauten, in denen sich die Wärterwohnung und Nebenräume befinden. Die Friedhofsmauer besteht aus Bruchstein, in den Ecken befinden sich turmartige Gruftbauten. An zwei Seiten des Friedhofsgeländes wurde jeweils eine Grufthalle errichtet. | D-1-80-117-57 Wikidata            | weitere Bilder                                  |
| Burgstraße 8 (Standort)                          | Bauernhaus „Zum Schorn“                               | Zweigeschossiger Flachsatteldachbau mit giebelseitiger Mittertenne, Lauben und Zierbund, um 1790. | D-1-80-117-40 Wikidata            | weitere Bilder                                  |
| Burgstraße 10 (Standort)                         | Justizvollzugsanstalt Garmisch-Partenkirchen          | Traufseitiger Trakt mit Giebelrisalit, Dächer mit Überstand, spätklassizistische Putzgliederung, rückseitig angeschlossener Zellentrakt, 1892. | D-1-80-117-41 Wikidata            | weitere Bilder                                  |
| Feldstraße 2 (Standort)                          | Ehemaliges Bauernhaus                                 | Zweigeschossiger Preisdachbau mit Lauben und barocken Lichtluken im Giebelfeld, 2. Hälfte 18. Jahrhundert | D-1-80-117-53 Wikidata            | weitere Bilder                                  |
| Forstamtweg 1 (Standort)                         | Wandbilder„Gasthof zum Lamm“                          | Zwei traufseitige Fresken,von Heinrich Bickel, um 1930/40; | D-1-80-117-54 Wikidata            | BW                                              |
| Forstamtweg 1 (Standort)                         | Skulptur „Gasthof zum Lamm“                           | Figur eines Lamms | D-1-80-117-54 zugehörig Wikidata  | Skulptur „Gasthof zum Lamm“                     |
| Forstamtweg 4 (Standort)                         | Ehemaliges Bauernhaus                                 | Zweigeschossiger Preisdachbau mit Laube und Zierbund, 2. Hälfte 18. Jahrhundert | D-1-80-117-55 Wikidata            | BW                                              |
| Frühlingstraße 1/1 a (Standort)                  | Doppelbauernhaus                                      | Zweigeschossiger breitgelagerter Preisdachbau mit Lauben und Zierbund, Ende 18. Jahrhundert | D-1-80-117-58 Wikidata            | weitere Bilder                                  |
| Frühlingstraße 3/5, Zoeppritzstraße 1 (Standort) | Doppelbauernhaus                                      | Zweigeschossiger Flachsatteldach mit Lauben und Zierbund, 3. Viertel 18. Jahrhundert | D-1-80-117-59 Wikidata            | weitere Bilder                                  |
| Frühlingstraße 7 (Standort)                      | Villa im Landhausstil                                 | Zweigeschossiger Flachsatteldachbau im alpenländischen Heimatstil mit verschiedenen Erkerausbauten, Wandmalereien, Hausfiguren und eingelassenen Reliefs, 1921 | D-1-80-117-60 Wikidata            | weitere Bilder                                  |
| Frühlingstraße 21 (Standort)                     | Bauernhaus                                            | Zweigeschossiger Preisdachbau mit Lauben, 18. Jahrhundert, Haustür bezeichnet „1821“ | D-1-80-117-62 Wikidata            | weitere Bilder                                  |
| Frühlingstraße 23 (Standort)                     | Bauernhaus                                            | Zweigeschossiger Flachsatteldachbau mit giebelseitiger Mittertenne, Laube und Zierbund, 2. Hälfte 18. Jahrhundert | D-1-80-117-63 Wikidata            | weitere Bilder                                  |
| Frühlingstraße 27/27 a (Standort)                | Bauernhaus                                            | Zweigeschossiger Flachsatteldachbau mit Laube und Zierbund, 3. Viertel 18. Jahrhundert | D-1-80-117-65 Wikidata            | weitere Bilder                                  |
| Frühlingstraße 29/29a (Standort)                 | Bauernhaus                                            | Zweigeschossiger Flachsatteldachbau mit Laube und verschaltem Giebelfeld, im Kern 1524, Wirtschaftsteil 17. Jahrhundert | D-1-80-117-66 Wikidata            | weitere Bilder                                  |
| Frühlingstraße 29/29a (Standort)                 | Schmiede                                              | Kleiner Bruchsteinbau mit Satteldach und Kamin, wohl 18. Jahrhundert | D-1-80-117-66 zugehörig Wikidata  | BW                                              |
| Frühlingstraße 30 (Standort)                     | Ehemaliges Bauernhaus                                 | Zweigeschossiger Flachsatteldachbau mit nordseitigem Blockbauteil und zweiseitig umlaufender Laube, 2. Hälfte 18. Jahrhundert, Blockbau bezeichnet „1666“ | D-1-80-117-67 Wikidata            | weitere Bilder                                  |
| Frühlingstraße 33 (Standort)                     | Bauernhaus                                            | Zweigeschossiger Preisdachbau mit Laube und Zierbund, 3. Viertel 18. Jahrhundert | D-1-80-117-69 Wikidata            | weitere Bilder                                  |
| Frühlingstraße 33 (Standort)                     | Getreidekasten                                        | Blockbau mit Flachsatteldach, 17./18. Jahrhundert, Ostwand massiv | D-1-80-117-69 zugehörig Wikidata  | BW                                              |
| Fürstenstraße 4 (Standort)                       | Ehemaliges Bauernhaus                                 | Zweigeschossiger Preisdachbau mit ehemaliger giebelseitiger Mittertenne und reichem Zierbund, wohl 1607, Giebel Ende 18. Jahrhundert | D-1-80-117-72 Wikidata            | weitere Bilder                                  |
| Fürstenstraße 5 (Standort)                       | Ehemaliges Bauernhaus                                 | Zweigeschossiger giebelgeteilter Mittertennbau mit Flachsatteldach, Laube und Zierbund, bezeichnet 1765, Ostteil modern | D-1-80-117-304 Wikidata           | Ehemaliges Bauernhaus                           |
| Fürstenstraße 11 (Standort)                      | Ehemaliges Amtsgebäude                                | Zweigeschossiger Flachsatteldachbau mit Kniestock und spätklassizistischer Putzgliederung, 1866. | D-1-80-117-73 Wikidata            | Ehemaliges Amtsgebäude                          |
| Fürstenstraße 14, Am Kurpark 2 (Standort)        | Villa Fürstenhof, jetzt Kurhaus                       | Zweigeschossiger Schopfwalmdachbau mit holzverkleidetem Kniestock, Bodenerkern, Lauben und Eingangsrisalit, für Philomene von Beck-Peccoz, von J. Schott, 1903/04; zugehörige Hoflaterne, figurengeschmückt, um 1904; Wandelhalle, zweiflügeliger einseitig offener Pultdachbau mit Orchestermuschel, Hanns Ostler, 1934/35, Umbau und Erweiterung durch Pavillon mit Brunnenfigur 1937/38; Kurgartentorhaus, erdgeschossiger Pultdachbau mit schmiedeeisernem Gitter, Hanns Ostler, 1934/35. | D-1-80-117-458 Wikidata           | weitere Bilder                                  |
| Fürstenstraße 15 (Standort)                      | Wohnhaus „Kernhaus“                                   | Zweigeschossiger scharschindelgedeckter Walmdachbau mit verglaster Laube, 18. Jahrhundert, Walmdach um 1820; Nebengebäude, erdgeschossiger Satteldachbau, 18./19. Jahrhundert | D-1-80-117-74 Wikidata            | weitere Bilder                                  |
| Fürstenstraße 15 (Standort)                      | Ökonomiegebäude                                       | Erdgeschossiger Satteldachbau, 18./19. Jahrhundert | D-1-80-117-74 zugehörig Wikidata  | Ökonomiegebäude                                 |
| Fürstenstraße 18 (Standort)                      | Ehemaliges Bauernhaus                                 | Zweigeschossiger Preisdachbau mit Laube, Zierbund und ehemaliger giebelseitiger Mittertenne, 1876 | D-1-80-117-75 Wikidata            | Ehemaliges Bauernhaus                           |
| Fürstenstraße 18 (Standort)                      | Getreidekasten                                        | Blockbau mit Legschindeldach, 2. Hälfte 17. Jahrhundert, vor dem Haus. | D-1-80-117-75 zugehörig Wikidata  | Getreidekasten                                  |
| Fürstenstraße 21 (Standort)                      | Ehemaliges Rentamt                                    | Zweigeschossiger Steildachbau in Ecklage mit Steherker, 1660, geschnitzte Haustür Mitte 19. Jahrhundert | D-1-80-117-76 Wikidata            | weitere Bilder                                  |
| Fürstenstraße 23 (Standort)                      | Ehemalige Brauereigaststätte, sogenanntes Bräustüberl | dreigeschossiger Satteldachbau mit Risalit und Vorschussgiebel, nach Brand durch Johann Ostler wiederaufgebaut, 1903, vielleicht unter Einbezug des ehem. Brauereigebäudes von 1676, neugestaltet mit Fresken von Heinrich Bickel, 1934–36; mit Ausstattung; Terrassenmauer | D-1-80-117-374                    | BW                                              |
| Fürstenstraße 24 (Standort)                      | Bauernhaus                                            | Zweigeschossiger Preisdachbau mit Laube und Zierbund, bezeichnet „1765“ | D-1-80-117-77 Wikidata            | weitere Bilder                                  |
| Fürstenstraße 25 (Standort)                      | Haus zum Husaren                                      | Das Anwesen wurde im Jahr 1587 erstmals urkundlich erwähnt. Der zweigeschossige Preisdachbau mit klassizistischer Fassadenmalerei und Steherker entstand 1611 und beherbergte schon damals eine Einkehr mit dem Namen „Reiser´sche Weinwirtschaft“. Die Giebelzier wurde 1735 angebracht. In den Napoleonischen Kriegen quartierten sich 1800 eine Abteilung französischer Husaren und ein Kommando verbündeter bayrischer Infanteristen in das Gebäude ein. Die Fassade bekam 1801 das heutige, in Empirestil bemalte, aussehen. An einem blinden Fenster fügte der Lüftlmaler Zwink das Bild eines Husaren und eines Infanteristen hinzu. | D-1-80-117-78 Wikidata            | weitere Bilder                                  |
| Fürstenstraße 27 (Standort)                      | Wohnhaus„Zum Horna“                                   | Die erste schriftliche Erwähnung des Hauses mit der alten Hausnummer 231 stammt aus dem Jahre 1542. Der Hausname Horna wurde erstmals 1762 erwähnt und leitet sich vom Familiennamen Hornsteiner ab. Der Besitzer des Hotels Husar kaufte um 1900 das Haus und ließ das Bauernhaus 1908 abbrechen. An seiner Stelle errichtete er in den Jahren 1909/10 den jetzigen zweigeschossigen, dreiseitig freistehenden Flachsatteldachbau im alpenländischen Heimatstil mit Eckerker, giebelseitigen Balkons und Zierdetails als Nebengebäude des Hotels. | D-1-80-117-294 Wikidata           | weitere Bilder                                  |
| Griesgartenstraße 1 (Standort)                   | Ehemaliges Bauernhaus                                 | Zweigeschossiger Flachsatteldachbau teilweise mit verbretterten Blockbauwänden, offenem Vorhaus und Außenstiege, im Kern 17./18. Jahrhundert | D-1-80-117-80 Wikidata            | BW                                              |
| Griesgartenstraße 10 (Standort)                  | Geschnitzte Haustür                                   | Geschnitzte Holztür mit Oberlicht, 3. Viertel 19. Jahrhundert | D-1-80-117-82 Wikidata            | Geschnitzte Haustür                             |
| Griesgartenstraße 14 (Standort)                  | Bauernhaus                                            | Zweigeschossiger Flachsatteldach mit teilweise verbrettertem Blockbau, Laube, giebelseitiger Mittertenne und Zierbund, 3. Viertel 18. Jahrhundert | D-1-80-117-84 Wikidata            | weitere Bilder                                  |
| Griesstraße 4 (Standort)                         | Gasthaus zur Schranne                                 | Das Anwesen wurde erstmals 1610 bebaut. Das erste Gebäude war ein Kasten zum Umschlagen von Getreide. Daher der heutige Name Schranne. Die Gemeinde Garmisch erwarb um 1840 das Anwesen, um dort eine Krankenstation, einen Schuppen für Feuerlöschgeräte, eine Heuwaage sowie eine Gaststätte unterzubringen. Während eines Umbaus im Jahre 1854 geriet das Gebäude in Brand, dem noch acht weitere Häuser im Umkreis zum Opfer fielen. Das komplette Haus wurde dabei zerstört und Josef Kleisl erbaute im Auftrag der Gemeinde auf dem Grundstück den jetzigen zweigeschossigen Walmdachbau mit Dachreitern. | D-1-80-117-89 Wikidata            | weitere Bilder                                  |
| Griesstraße 18 (Standort)                        | Wohnhaus                                              | Mit Zierbundgiebel, Preis und hölzernen Lauben, Mitte 19. Jahrhundert | D-1-80-117-92 Wikidata            | weitere Bilder                                  |
| Griesstraße 24 (Standort)                        | Ehemaliges Bauernhaus                                 | Zweigeschossiger verschalter Blockbau mit Flachsatteldach und Laube, wohl 18. Jahrhundert | D-1-80-117-94 Wikidata            | weitere Bilder                                  |
| Grieswald (Standort)                             | Sühnekreuz                                            | Kleines Kalktuffkreuz, 15./16. Jahrhundert, 100 m westlich der Kammerlain-Brücke am Saumpfad nördlich der Loisach, nahe der Bundesstraße nach Griesen. | D-1-80-117-264 Wikidata           | BW                                              |
| Hofgasse 2 (Standort)                            | Bauernhaus                                            | Einhaus, zweigeschossiger verputzter Blockbau mit Flachsatteldach und Laube, 1. Hälfte 17. Jahrhundert | D-1-80-117-98 Wikidata            | weitere Bilder                                  |
| Hofgasse 6 (Standort)                            | Bauernhaus                                            | Zweigeschossiger Flachsatteldachbau mit giebelseitiger Mittertenne und Zierbundgiebel, Ende 18. Jahrhundert | D-1-80-117-99 Wikidata            | BW                                              |
| Höllentalstraße 5 (Standort)                     | Doppelbauernhaus                                      | Ehemaliges Doppelbauernhaus, zweigeschossiger legschindelgedeckter Preisdachbau mit giebelseitiger Mittertenne, beidseitigen Zierbünden und Lauben, 1750–1760 | D-1-80-117-101 Wikidata           | weitere Bilder                                  |
| Höllentalstraße 15 (Standort)                    | Villa                                                 | Villa, zweigeschossiger Satteldachbau mit großem Zwerchgiebel und rückwärtigem Runderker mit Balkon, von Ludwig Grothe, 1920 | D-1-80-117-436 Wikidata           | weitere Bilder                                  |
| Höllentalstraße 54 (Standort)                    | Landhaus                                              | Landhaus mit Zeltdach, Lisenen- und Putzgliederung, Eckloggia über Runderker, Planung 1916 von Johann Ostler, Garmisch | D-1-80-117-106 Wikidata           | weitere Bilder                                  |
| Höllentalstraße 68 (Standort)                    | Landhaus Leonhardihof                                 | Zweigeschossiger Satteldachbau im alpenländischen Heimatstil mit polygonalen Eckerkern, Obergeschoss-Balkon und zwei Giebelloggien über geschwungenem Gesims, 1919 von Johann Ostler, Garmisch,Christopheruns-Fresko 1958 von Heinrich Bickel. | D-1-80-117-107 Wikidata           | weitere Bilder                                  |
| Klammstraße 1 (Standort)                         | Ehemaliges Bauernhaus                                 | Zweigeschossiger Flachsatteldachbau in Ecklage, im Giebel barocke Lüftungsluken, am ehemaligen Wirtschaftsteil Bundwerk, 18. Jahrhundert | D-1-80-117-111 Wikidata           | Ehemaliges Bauernhaus                           |
| Klammstraße 4/4 a (Standort)                     | Ehemaliges Bauernhaus                                 | Zweigeschossiger verputzter Flachsatteldachbau, mit barocken Giebelluken, traufseitiger Laube, Mitte 18. Jahrhundert | D-1-80-117-112 Wikidata           | BW                                              |
| Klammstraße 13 (Standort)                        | Bauernhaus                                            | Zweigeschossiger Preisdachbau teilweise mit Blockbau-Obergeschoss, traufseitiger Laube und Fassadenmalerei, 2. Hälfte 18. Jahrhundert, biedermeierliche Haustür Mitte 19. Jahrhundert | D-1-80-117-117 Wikidata           | weitere Bilder                                  |
| Klammstraße 17/17 a (Standort)                   | Ehemaliges Doppelbauernhaus                           | Zweigeschossiger Flachsatteldachbau mit giebelseitiger Mittertenne, vorgezogenem Giebelteil, Blockbau-Kniestock, Lauben und Zierbund, 18. Jahrhundert | D-1-80-117-119 Wikidata           | weitere Bilder                                  |
| Kramerhänge 10 (Standort)                        | Landhaus Pringsheim                                   | zweigeschossiger Flachsatteldachbau mit giebelseitigen Bodenerkern, umlaufender Laube, Giebellauben und Sprengwerk, in Formen des Heimatstils, von Anton Braun, 1915/16, Freitreppenanbau von Artur Holzheimer, 1955. | D-1-80-117-454                    | BW                                              |
| Kramerplateauweg (Standort)                      | Bildstock                                             | Kapellen-Bildstock, kleiner Schweifgiebelbau mit Putzgliederung, bezeichnet 1916. Westlich der Kriegergedächtniskapelle am Kramerplateauweg. | D-1-80-117-312 Wikidata           | weitere Bilder                                  |
| Kramerplateauweg (Standort)                      | Kriegergedächtniskapelle                              | Der Volkstrachtenverein Garmisch errichtete im Jahr 1952 für alle Gefallenen und Vermissten des Zweiten Weltkrieges die Kriegergedächtniskapelle Garmisch. Sie liegt auf einem Plateau nordwestlich von Garmisch-Partenkirchen am Fuße des Kramers. Den Kegeldachbau mit Umgang und campanileartigem Zeltdachturm errichtete Hans Ostler. | D-1-80-117-306 Wikidata           | weitere Bilder                                  |
| Krankenhausstraße 1 (Standort)                   | Volksschule an der Krankenhausstraße                  | Ehemalige Knabenschule, zweigeschossiger, abgewinkelter Satteldachbau mit eingestelltem Treppenturm mit Eckquaderung, Pyramidendach und Wetterfahne, im alpenländischen Heimatstil, von Johann Ostler, 1909 | D-1-80-117-429 Wikidata           | weitere Bilder                                  |
| Kreuzstraße 1 (Standort)                         | Ehemaliges Bauernhaus                                 | Zweigeschossiger Flachsatteldachbau mit giebelseitiger Mittertenne und Zierbundgiebel, im Kern 18. Jahrhundert, 1890 und 1927 verändert | D-1-80-117-121 Wikidata           | weitere Bilder                                  |
| Kreuzstraße 2 (Standort)                         | Ehemaliges Bauernhaus                                 | Flachsatteldachbau, alter Wohnteil, Blockbauweise, mit Zierbundgiebel, Ende 18. Jahrhundert | D-1-80-117-122 Wikidata           | weitere Bilder                                  |
| Kreuzstraße 3 (Standort)                         | Bauernhaus                                            | Zweigeschossiger verputzter Blockbau mit giebelseitiger Mittertenne und Zierbundgiebel, Ende 18. Jahrhundert, stark erneuert | D-1-80-117-123 Wikidata           | weitere Bilder                                  |
| Kreuzstraße 17 (Standort)                        | Ehemaliges Bauernhaus                                 | Flachsatteldachbau teilweise mit Blockbau-Obergeschoss, Lauben und Zierbund, 1. Hälfte 18. Jahrhundert, teilweise erneuert | D-1-80-117-126 Wikidata           | weitere Bilder                                  |
| Lazarettstraße 2 (Standort)                      | Bauernhaus „Altes Mesnerhaus“                         | Traufseitiger Mittertennbau mit Flachsatteldach, teilweise verputztem Blockbau-Obergeschoss, Zierbund und taufseitigem Bundwerk, bezeichnet „1692“, Bundwerk Ende 18. Jahrhundert | D-1-80-117-128 Wikidata           | weitere Bilder                                  |
| Lazarettstraße 7 (Standort)                      | Ehemaliges Heeres-Standort-Lazarett                   | in Kammbauweise erstellte, zweigeschossige Anlage mit gekurvten Verbindungsbauten, gestaffelten Baukörpern und Satteldächern mit Überständen, Krankenflügel mit aufgeständerten Lauben und Terrassen, Empfangsgebäude mit verschindeltem Uhren- und Glockenturm, bez. 1938, Wirtschaftsgebäude mit Erker und Dachaufsatz; Kapelle mit Aussegnungshalle, erdgeschossig, mit Bundwerkgiebel; Dienstwohngebäude, zweigeschossiges Doppelhaus, mit Satteldach; Ärzte- und Beamtenwohnhaus, zweigeschossiger Satteldachbau mit Lauben und zwei kleinen Gartenpavillons; Pavillonbau, offene Säulenhalle; Brunnenschale mit Masken und Palmettenmotiv; Pförtner- und Kraftwagenhaus, erdgeschossige Satteldachbauten mit Bundwerkgiebel, bezeichnet „1939“; von Heeresbauverwaltung, gestaltender Architekt Theo Lechner unter Mitarbeit von Egwin Kaup, 1937/38 | D-1-80-117-467 Wikidata           | weitere Bilder                                  |
| Loisachstraße 19/19 a (Standort)                 | Doppelbauernhaus                                      | Preisdachbau mit teilweise verputztem Blockbau-Obergeschoss, Lauben und giebelseitiger Mittertenne, bezeichnet „1632“ | D-1-80-117-130 Wikidata           | weitere Bilder                                  |
| Loisachstraße 31 (Standort)                      | Ehemaliges Gasthaus                                   | Zweigeschossiger Flachsatteldachbau mit Blockbau-Kniestock, verglaster und offener Laube sowie Zierbund, um 1800 | D-1-80-117-132 Wikidata           | weitere Bilder                                  |
| Loisachstraße 34 (Standort)                      | Ehemaliges Bauernhaus                                 | Zweigeschossiger Flachsatteldachbau mit Blockbau-Teilen, Lauben und Zierbund, Mitte 18. Jahrhundert | D-1-80-117-134 Wikidata           | weitere Bilder                                  |
| Loisachstraße 35 (Standort)                      | Wohnhaus                                              | Zweigeschossiger teilweise verschalter Blockbau mit legschindelgedecktem Flachsatteldach und Laube, 2. Hälfte 17. Jahrhundert, rückwärtig erneuert | D-1-80-117-135 Wikidata           | weitere Bilder                                  |
| Loisachstraße 37 (Standort)                      | Wohnhaus                                              | Schmaler Flachsatteldachbau mit Blockbau-Obergeschoss, Laube und Zierbund, 2. Hälfte 18. Jahrhundert | D-1-80-117-137 Wikidata           | weitere Bilder                                  |
| Loisachstraße 39 (Standort)                      | Handwerkerhaus                                        | Dreigeschossiger teilweise verschalter Flachsatteldachbau mit Laube und Zierbund, 2. Hälfte 18. Jahrhundert, Fassadenmalerei wohl Anfang 20. Jahrhundert | D-1-80-117-138 Wikidata           | weitere Bilder                                  |
| Marienplatz (Standort)                           | Kriegerdenkmal Garmisch                               | Kriegerdenkmal, Sockel mit Inschrifttafeln, bekrönt von Marienfigur, 1922. | D-1-80-117-173 Wikidata           | weitere Bilder                                  |
| Marienplatz 4 (Standort)                         | Wohn- und Geschäftshaus                               | Ein zweigeschossiger Flachsatteldachbau in Ecklage mit Vorbund, hölzernem Eckerker und Laube, 2. Hälfte 18. Jahrhundert, Erker von 1870. | D-1-80-117-174 Wikidata           | weitere Bilder                                  |
| Marienplatz 6 (Standort)                         | Pfarrkirche St. Martin                                | Die Katholische Pfarrkirche St. Martin wurde als stattlicher barocker Bau von Joseph Schmuzer in den Jahren 1730–1734 erbaut. Die Deckengemälde stammen von Matthäus Günther, die Freskobilder von Franz Zwinck. | D-1-80-117-172 Wikidata           | weitere Bilder                                  |
| Marienplatz 6 (Standort)                         | Friedhof St. Martin                                   | Umliegender aufgelassener Friedhof, ummauert, 18. Jahrhundert | D-1-80-117-172 zugehörig Wikidata | BW                                              |
| Marienplatz 8 (Standort)                         | Ehemaliges Postamt Garmisch                           | Ein dreigeschossiger Schopfwalmdachbau in Ecklage mit spätklassizistischer Putzgliederung und hölzernen giebelseitigen Balkons, Ende 19. Jahrhundert | D-1-80-117-176 Wikidata           | weitere Bilder                                  |
| Marienplatz 10 (Standort)                        | Alte Apotheke                                         | Der stattliche klassizistischer Bau mit gebrochenem Walmdach, großen Zwerchgiebeln und Empiredekor wurde 1792 an Stelle der Dorfschmiede erbaut. | D-1-80-117-178 Wikidata           | weitere Bilder                                  |
| Marienplatz 11 (Standort)                        | Wohn- und Geschäftshaus                               | Wohn- und Geschäftshaus im alpenländischen Heimatstil, dreigeschossige traufseitige Anlage mit Giebelrisalit, hölzernen Balkons, geschnitzten Erkern, Zwerchgiebeln, um 1890/1900. | D-1-80-117-175 Wikidata           | weitere Bilder                                  |
| Marienplatz 13/15 (Standort)                     | Wohn- und Geschäftshaus                               | Wohn- und Geschäftshaus im alpenländischen Heimatstil, dreigeschossiger malerischer Eckbau, mit hölzernen Balusterbalkons, Zwerchhäusern, Ziergiebeln, Zierbundwerk, geschnitztem Erker und Flachsatteldächern, um 1900. | D-1-80-117-177 Wikidata           | weitere Bilder                                  |
| Marienplatz 14 (Standort)                        | Wohn- und Geschäftshaus „Hiblerhaus“                  | Wohn- und Geschäftshaus, mit Lüftlmalerei, Giebel mit Preis, Ende 18. Jahrhundert, Haustür biedermeierlich. | D-1-80-117-180 Wikidata           | weitere Bilder                                  |
| Maximilianstraße 2 (Standort)                    | Villa                                                 | Zweigeschossiger reich gegliederter Schopfwalmdachbau in Heimatstilformen mit verbrettertem Kniestock, Zierfachwerk am teilweise hölzernen Erkerturm, hölzernen Balkons und Zwerchhaus, um 1890. | D-1-80-117-181 Wikidata           | weitere Bilder                                  |
| Mohrenplatz 2 (Standort)                         | Ehemaliges Bauernhaus „beim Polznkaspar“              | Einhof, legschindelgedeckter Preisdachbau mit Blockbau-Obergeschoss, bruchsteingemauerter Westwand, zweiseitig umlaufender Laube und Quertenne, 1595. Jetzt beherbergt das Gebäude die Volksbücherei Garmisch. | D-1-80-117-27 Wikidata            | weitere Bilder                                  |
| Mohrenplatz 5 (Standort)                         | Wohn- und Geschäftshaus                               | Ein zweigeschossiger Flachsatteldachbau mit Laube und Zierbund, 2. Hälfte 18. Jahrhundert | D-1-80-117-187 Wikidata           | weitere Bilder                                  |
| Mühlstraße 3 (Standort)                          | Breche                                                | Gemeinde-Schafstadel, verbretterter Ständerbau, 1623, einbezogenes Brechlbad mit fünf Feuerstellen. | D-1-80-117-253 Wikidata           | BW                                              |
| Olympiastraße 10 (Standort)                      | Ehemaliges Bezirksamt, heute Landratsamt              | zweigeschossiger palaisartiger Mansardwalmdachbau in klassizisierenden Formen mit Risaliten, Putzgliederung und Stuckdekor, 1915. | D-1-80-117-193 Wikidata           | weitere Bilder                                  |
| Osterfelderstraße 2 (Standort)                   | Ehemaliges Offizierskasino, dann Hotel                | zweigeschossiger Massivbau mit weit überstehendem Flachsatteldach auf L-förmigen Grundriss, in Formen des strengen Heimatstils, von Heeresneubauverwaltung mit Hanns Ostler, 1939, mit drei Flügeln um Atrium 1953 erweitert. | D-1-80-117-442                    | weitere Bilder                                  |
| Partnachstraße 46 (Standort)                     | Villa                                                 | zweigeschossiger putzgegliederter, vornehmer Walmdachbau mit erkerartigen Eckausbauten, barockisierend, eingespannter Terrasse und Balkon, um 1910. | D-1-80-117-196 Wikidata           | weitere Bilder                                  |
| Pfarrhausweg 1 (Standort)                        | Schule                                                | Südöstlich an die alte Pfarrkirche St. Martin angeschlossener ehemaliger Klausur und Schule der Armen Schulschwestern, zweigeschossiger Satteldachbau mit gotisierenden Staffelgiebeln, 1852. | D-1-80-117-310 Wikidata           | BW                                              |
| Pfarrhausweg 2 (Standort)                        | Alte Pfarrkirche St. Martin „Alte Kirche“             | Zweischiffige gotische Saalkirche mit Mittelstütze, eingezogenem Chor und hohem südlichen Spitzturm, Anlage spätromanisch um 1280, Ausbau 1446, Chor 1462, Wölbung 1522; mit Ausstattung; Kirchhofmauer, Reste, mittelalterlich. | D-1-80-117-200 Wikidata           | weitere Bilder                                  |
| Promenadestraße 6 (Standort)                     | Kleines Wohnhaus                                      | Zweigeschossiger Flachsatteldachbau mit Lauben und Zierbund, 3. Viertel 18. Jahrhundert | D-1-80-117-204 Wikidata           | weitere Bilder                                  |
| Promenadestraße 7 (Standort)                     | Ehemaliges Bauernhaus                                 | Zweigeschossiger breitgelagerter Flachsatteldachbau mit Zierbund, 2. Hälfte 18. Jahrhundert, 1929 erweitert. | D-1-80-117-205 Wikidata           | weitere Bilder                                  |
| Rießerseestraße 20 (Standort)                    | Landhaus                                              | Zweigeschossiger putzgegliederter Mansardwalmdachbau in historisierenden Formen mit Altane und Gauben, von Johann Ostler, 1910. | D-1-80-117-211 Wikidata           | weitere Bilder                                  |
| Schmiedstraße 2 (Standort)                       | Ehemaliges Wohn- und Handelshaus „Zum Weinhaus“       | Stattlicher, zweigeschossiger Flachsatteldachbau, verputzt mit Lüftlmalerei (z. T. erneuert), im Inneren Gewölbe, 18. Jahrhundert | D-1-80-117-221 Wikidata           | Ehemaliges Wohn- und Handelshaus „Zum Weinhaus“ |
| Schmiedstraße 6 (Standort)                       | Bauernhaus                                            | Zweigeschossiger traufseitiger Mittertennbau mit Flachsatteldach, Zierbund und Traufbundwerk, wohl 17. Jahrhundert, Giebel und Bundwerk 2. Hälfte 18. Jahrhundert | D-1-80-117-223 Wikidata           | weitere Bilder                                  |
| Schmiedstraße 7 (Standort)                       | Ehemaliges Bauernhaus                                 | Stattlicher Putzbau, Zierbundgiebel 1797, Medaillon-Lüftlmalerei wohl gleichzeitig, zweigeschossiger Flachsatteldachbau mit Lauben, ehemaliger Wirtschaftsteil 1937 durch Hanns Ostler modern ausgebaut. | D-1-80-117-224 Wikidata           | weitere Bilder                                  |
| Schmiedstraße 10 (Standort)                      | Bauernhaus                                            | Ehemaliger Einhof, zweigeschossiger Blockbau mit Flachsatteldach und Laube, Wohnteil offener Blockbau, 1. Hälfte 17. Jahrhundert | D-1-80-117-225 Wikidata           | weitere Bilder                                  |
| Sonnenstraße 9 (Standort)                        | Bauernhaus                                            | Zweigeschossiger Flachsatteldachbau mit Laube, verschaltem Giebelfeld und Hirschbüste, 18. Jahrhundert | D-1-80-117-241 Wikidata           | BW                                              |
| Sonnenstraße 17 (Standort)                       | Ehemaliges Bauernhaus                                 | Preisdachbau teilweise mit Blockbau-Obergeschoss, Laube und reichem Zierbund, 2. Viertel 18. Jahrhundert | D-1-80-117-243 Wikidata           | weitere Bilder                                  |
| Sonnenstraße 19 (Standort)                       | Bundwerk                                              | Massiv ausgefachter Zierbund mit Hausfiguren, 18. Jahrhundert, Figuren 19. Jahrhundert | D-1-80-117-245 Wikidata           | weitere Bilder                                  |
| Von-Brug-Straße 5 (Standort)                     | Ehemaliges Finanzamt                                  | Dreigeschossiger Walmdachbau mit Giebelrisalit, Erker, Balkon und neuklassizistischem Putzdekor, um 1910. | D-1-80-117-246 Wikidata           | weitere Bilder                                  |
| Von-Müller-Straße 7 (Standort)                   | Schmiede                                              | Bauernhaus und Schmiede, zweigeschossiger Preisdachbau mit Lauben und großem traufseitigen Vordach vor der rückwärtigen Schmiede, Ende 18. und 19. Jahrhundert | D-1-80-117-248 Wikidata           | weitere Bilder                                  |
| Von-Müller-Straße 15 (Standort)                  | Zur Waffenschmiede                                    | Hammerschmiede, sogenannte Waffenschmiede, zweigeschossiger Flachsatteldachbau mit geschnitzter Tür, Klaubsteinkamin und Mühlrad, Bau und Tür 17./18. Jahrhundert, Kamin, Mühlrad und Schmiedehammer, 18./19. Jahrhundert | D-1-80-117-251 Wikidata           | weitere Bilder                                  |
| Von-Müller-Straße 20 (Standort)                  | Bundwerk                                              | Reicher Zierbundgiebel, Mitte 18. Jahrhundert | D-1-80-117-252 Wikidata           | weitere Bilder                                  |
| Zoeppritzstraße 13 (Standort)                    | Landhaus                                              | Zweigeschossiger heimatstiliger Flachsatteldachbau mit Eckerker, Lauben und verschalten Giebeln, von der Firma Braun, 1913, nach 1950 verändert. | D-1-80-117-303 Wikidata           | weitere Bilder                                  |
| Zoeppritzstraße 42 (Standort)                    | Strauss-Villa                                         | Villa des Komponisten Richard Strauss (1864–1949), zweigeschossiger historisierender Walmdachbau mit eingestelltem Erkerturm, Zwerchhäusern, Putz- und Natursteingliederung, 1906–1908 von Emanuel von Seidl erbaut. | D-1-80-117-262 Wikidata           | weitere Bilder                                  |
| Zoeppritzstraße 42 (Standort)                    | Parkanlage                                            | Großer herrschaftlicher Park mit Skulpturen. | D-1-80-117-262 zugehörig Wikidata | BW                                              |
| Zugspitzstraße 3 (Standort)                      | Ehemaliges Bauernhaus„Cafe Muckefuck“                 | Preisdachbau mit Blockbau-Obergeschoss und Zierbundgiebel, wohl 18. Jahrhundert; | D-1-80-117-259 Wikidata           | weitere Bilder                                  |
| Zugspitzstraße 3 (Standort)                      | Getreidekasten                                        | Kleiner Getreidekasten, Blockbau, 17./18. Jahrhundert, im Grundstück Zugspitzstraße 3. | D-1-80-117-259 zugehörig Wikidata | BW                                              |
| Zugspitzstraße 4 (Standort)                      | Forstamt Garmisch                                     | Zweigeschossiger verputzter Flachsatteldachbau mit Zierbund, bezeichnet 1742. | D-1-80-117-260 Wikidata           | weitere Bilder                                  |
| Zugspitzstraße 21/21a (Standort)                 | Bauernhaus „Zum Schnellreich“                         | Stattlicher Flachsatteldachbau mit Blockbau-Obergeschoss, dreiseitig umlaufender Laube und reichem Zierbund, bezeichnet 1687. | D-1-80-117-261 Wikidata           | weitere Bilder                                  |

#### Partenkirchen
| Lage                                      | Objekt                                      | Beschreibung | Akten-Nr.                                               | Bild |
| ----------------------------------------- | ------------------------------------------- | --- | ------------------------------------------------------- | --- |
| Badgasse 1 (Standort)                     | Ehemalige Brauerei des Gasthofes Zum Rassen | zwei- und dreigeschossiger Satteldachbau mit erdgeschossigem Ladeneinbau, im Kern 17./18. Jh., von Josef Barth 1910/11 zum Wohnhaus umgebaut; Inschriftstein, bez. 1700 | D-1-80-117-453                                          | BW |
| Badgasse 1 (Standort)                     | Inschriftstein                              | Markiert Hochwasserstand, bezeichnet 1700. | D-1-80-117-453 zugehörig, ehemals D-1-80-117-6 Wikidata | Inschriftstein |
| Badgasse 7 (Standort)                     | Ehemaliges Bauernhaus „Zum Peigerle“        | Zweigeschossiger Flachsatteldachbau mit giebelseitigem Tennentor und vierpassförmigen Lichtöffnungen im Giebel, um 1821. | D-1-80-117-7 Wikidata                                   | weitere Bilder |
| Badgasse 14 (Standort)                    | Wohn- und Geschäftshaus „Beerweinhaus“      | Zweigeschossiger geschleppter Flachsatteldachbau mit reichem Zierbund, Anfang 18. Jahrhundert, Fassadenmalereien von Heinrich Bickel 1947. | D-1-80-117-9 Wikidata                                   | weitere Bilder |
| Badgasse 16 (Standort)                    | Ehemaliges Bauernhaus „Beim Gerbermann“     | Zweigeschossiger geschleppter Flachsatteldachbau Tiroler Typ mit giebelseitiger Mittertenne und verschaltem Vordach, wohl um 1821. | D-1-80-117-11 Wikidata                                  | weitere Bilder |
| Badgasse 22 (Standort)                    | Bundwerk                                    | Zierbund 1822 | D-1-80-117-13 Wikidata                                  | Bundwerk |
| Badgasse 22 (Standort)                    | Inschrifttafel                              | Inschrifttafel 1822. | D-1-80-117-13 zugehörig Wikidata                        | BW |
| Bahnhofstraße 1, 3 (Standort)             | Wohn- und Geschäftshäuser                   | Dreigeschossigen Flachsatteldachbauten im alpenländischen Heimatstil gegenüber dem Rathaus, Teil einer nicht vollendeten Rathausplatz-Gestaltung von 1935; Fassadenbemalungen- und Stuckierungen teils von Oswald Bieber. | D-1-80-117-20 Wikidata                                  | weitere Bilder |
| Bahnhofstraße 2, 4, 6 (Standort)          | Wohn- und Geschäftshäuser                   | Dreigeschossigen Flachsatteldachbauten im alpenländischen Heimatstil im Anschluss an das Rathaus, Teil einer nicht vollendeten Rathausplatz-Gestaltung von 1935; Fassadenbemalungen- und Stuckierungen teils von Heinrich Bickel (Erker, Nr. 2), teils von Oswald Bieber. | D-1-80-117-20 zugehörig Wikidata                        | weitere Bilder |
| Bahnhofstraße 20 (Standort)               | Wohn- und Geschäftshaus „Hammerhaus“        | Dreigeschossiger Walmdachbau mit Eckturm, Längsbalkonen und Gauben, von Franz Xaver Kriegleder, 1928, später verändert. | D-1-80-117-21 Wikidata                                  | weitere Bilder |
| Ballengasse 11 (Standort)                 | Bauernhaus                                  | Zweigeschossiger Flachsatteldachbau mit ehemaliger giebelseitiger Mittertenne, Zierbund und Hochlaube, Ende 18. Jahrhundert, Malereien und Zierbund modern. | D-1-80-117-29 Wikidata                                  | weitere Bilder |
| Ballengasse 13 (Standort)                 | Bauernhaus                                  | Flachsatteldachbau teilweise mit verschaltem Blockbau-Obergeschoss, Laube und verschaltem Vordach, 2. Hälfte 17. Jahrhundert | D-1-80-117-31 Wikidata                                  | weitere Bilder |
| Brunnhäuslweg 4 (Standort)                | Landhaus                                    | zweigeschossiger Flachsatteldachbau mit Bodenerkern, loggiaartigen Fensteröffnungen, Giebellaube, Spalieren und aufgeständertem, hölzernem Anbau, um 1912. | D-1-80-117-465 Wikidata                                 | weitere Bilder |
| Dr.-Gazert-Straße 10 (Standort)           | Kleines Landhaus                            | Mansard-Satteldachbau und ausgebautem Dachgeschoss, Architekturmalerei und Spalier, 1921 von Franz Hunzinger. | D-1-80-117-46 Wikidata                                  | weitere Bilder |
| Dr.-Wigger-Straße 2 (Standort)            | Villa                                       | In Ecklage, zweigeschossiger malerisch gegliederter Satteldachbau in historisierenden Formen mit geschnitztem Eckerkerturm, Zwerchhäusern, Lauben und Zierbünden, bezeichnet 1898. | D-1-80-117-48 Wikidata                                  | weitere Bilder |
| Dr.-Wigger-Straße 3 (Standort)            | Gsteig-Kapelle                              | Kleiner Schopfwalmdachbau mit Dachreiter und Putzgliederung, 1867 an Stelle eines Vorgängerbaus von 1565 neu errichtet. | D-1-80-117-47 Wikidata                                  | weitere Bilder |
| Dr.-Wigger-Straße 18 (Standort)           | Künstlervilla „Haus Riedberg“               | Zweigeschossiger neubarocker Walmdachbau mit runden Hauben-Ecktürme, Balkons und Stuckgliederung, von Adolf von Hildebrand und Gabriel von Seidl, 1898, 1913 Umbauten und Anbau des Wintergartens durch Carl Sattler, 1937 Umbauten durch Johann Ostler | D-1-80-117-49 Wikidata                                  | weitere Bilder |
| Dr.-Wigger-Straße 18 (Standort)           | Levi-Mausoleum                              | Mit Marmorreliefplatte, von Adolf von Hildebrand, 1900/01, Teil des 1957/58 abgebrochenen Levi-Mausoleums im südöstlichen Gartenteil. | D-1-80-117-49 zugehörig Wikidata                        | Levi-Mausoleum |
| Dr.-Wigger-Straße 18 (Standort)           | Parktor                                     | Neubarock, um 1900 | D-1-80-117-49 zugehörig Wikidata                        | Parktor |
| Dr.-Wigger-Straße 18 (Standort)           | Park                                        | Parkanlage, um 1900 | D-1-80-117-49 zugehörig Wikidata                        | BW |
| Dreitorspitzstraße 17 (Standort)          | Villa                                       | Erdgeschossiger Mansarddachbau mit Krüppelwalme in barockisierenden Jugendstilformen mit asymmetrischen Giebelrisaliten und Putzrahmungen, von Max Schultze, bezeichnet 1912. | D-1-80-117-42 Wikidata                                  | weitere Bilder |
| Dreitorspitzstraße 21 (Standort)          | Landhaus                                    | Zweigeschossiger Flachsatteldachbau im alpenländischen Heimatstil mit Lauben, Zierbund und reicher Fassadenmalerei, erbaut 1923 von Architekt Hermann Lang, München. | D-1-80-117-43 Wikidata                                  | weitere Bilder |
| Dreitorspitzstraße 53 (Standort)          | Landhaus                                    | Zweigeschossiger Flachsatteldachbau im alpenländischen Heimatstil mit Lauben, Erker und Zierbund, 1928 von Architekt Hermann Lang, München. | D-1-80-117-44 Wikidata                                  | Landhaus |
| Dreitorspitzstraße 66 (Standort)          | Landhaus                                    | Zweigeschossiger Flachsatteldachbau im alpenländischen Heimatstil mit Erkern, Lauben und Fassadenmalerei, bezeichnet 1933. | D-1-80-117-45 Wikidata                                  | weitere Bilder |
| Forsterweg 2 (Standort)                   | Landhaus                                    | Zweigeschossiger Flachsatteldachbau mit Fachwerkgiebel und erdgeschossigen Seitenflügeln mit Fachwerk-Kniestöcken und Ziegelgliederung, von Zech und Wanner, 1897. | D-1-80-117-56 Wikidata                                  | weitere Bilder |
| Floriansplatz (Standort)                  | Floriansbrunnen                             | Historisieriende Bronzefigur des hl. Florian auf hoher Mittelsäule inmitten eines Steinbeckens, 1899, Figur von Wilhelm von Miller. | D-1-80-117-239 Wikidata                                 | weitere Bilder |
| Heuschütt 1 (Standort)                    | Giebelbild                                  | Wandmalerei, barockes Fresko, bezeichnet 1739. | D-1-80-117-95 Wikidata                                  | weitere Bilder |
| Hindenburgstraße 41 (Standort)            | Evangelische Johanneskirche                 | Steildachbau mit oktogonalem Turm, 1891, Ausbau der Anlage durch German Bestelmeyer, 1924. | D-1-80-117-96                                           | weitere Bilder |
| Hindenburgstraße 41 (Standort)            | Pfarrhaus der Evangelischen Johanneskirche  | Zweigeschossiger Steildachbau, von German Bestelmeyer, 1924; Kirchhofmauer zeitgleich. | D-1-80-117-96 zugehörig Wikidata                        | Pfarrhaus der Evangelischen Johanneskirche                                                                           |
| Hirschweg 1 (Standort)                    | Landhaus                                    | Zweigeschossiger Flachsatteldachbau im alpenländischen Heimatstil mit hölzernem Balkonvorbau, Ende 19. Jahrhundert, 1911 verändert. | D-1-80-117-293 Wikidata                                 | Landhaus |
| Hölzlweg 20 (Standort)                    | Landhaus                                    | Erdgeschossiger Flachsatteldachbau im alpenländischen Heimatstil mit Eckerker, eingezogener Veranda, Giebelbalkon, Aussägearbeiten am Zierbund und Bemalungen, bezeichnet 1906. | D-1-80-117-108 Wikidata                                 | Landhaus |
| Hölzlweg 22 (Standort)                    | Landhaus                                    | In Art eines oberbayerischen Bauernhauses, bezeichnet 1908, mit umlaufender Balusterlaube, Hochlaube, Sterntüren und geschmiedeten Fensterkörben, am rückwärtigen Teil Zierbundwerk, die reiche Fassadenmalerei in Formen des Rokoko von Lehmann. | D-1-80-117-109 Wikidata                                 | Landhaus |
| Karl-und-Martin-Neuner-Platz 1 (Standort) | Olympia-Skistadion                          | Hufeisenförmige Anlage in Betonbauweise und deutschen Nationalstilformen mit zwei seitlichen Toren und Bauplastik | D-1-80-117-110 Wikidata                                 | weitere Bilder |
| Karl-und-Martin-Neuner-Platz 1 (Standort) | Olympiahaus im Olympia-Skistadion           | Gaststätte, sogenanntes Olympiahaus, zweigeschossiger Walmdachbau mit Südbalkon und Aussichtsterrasse | D-1-80-117-110 zugehörig                                | Olympiahaus im Olympia-Skistadion                                                                                    |
| Karl-und-Martin-Neuner-Platz 1 (Standort) | Kleine Olympiaschanze                       | 95 Meter hoher Stahlbau am Fuß des Gudibergs. | D-1-80-117-110 zugehörig                                | Kleine Olympiaschanze                                                                                                |
| Ludwigstraße 5 (Standort)                 | Ehemaliges Handwerkerhaus                   | zweigeschossig, nach 1865, Umbau zum heimatstiligen Flachsatteldachbau mit Bundwerkgiebel, Fensterrahmungen, Ladengeschäft im Erdgeschoss und seitlichem Laubenanbau, von J. Englard, 1895. | D-1-80-117-471                                          | Ehemaliges Handwerkerhaus                                                                                            |
| Ludwigstraße 8 (Standort)                 | Ehemaliges Bauernhaus „Altes Haus“          | Flachsatteldachbau teilweise mit Blockbau-Obergeschoss, Laube und Zierbund, 1772, 1922 Ausbau in alpenländischen Heimatstilformen und Bemalung durch Heinrich Bickel. | D-1-80-117-143 Wikidata                                 | weitere Bilder |
| Ludwigstraße 14 (Standort)                | Ehemaliges Handwerkerhaus                   | Zweigeschossiger biedermeierlicher Walmdachbau mit Kastengesims, Ende 18. Jahrhundert, 1936 erneuert. | D-1-80-117-145 Wikidata                                 | weitere Bilder |
| Ludwigstraße 15 (Standort)                | Getreidekasten                              | Der Blockbau, bezeichnet mit 1602 befindet sich im Hof des Hauses zum Moarhof und ist der älteste Troadkasten im Werdenfelser Land. | D-1-80-117-146 Wikidata                                 | Getreidekasten |
| Ludwigstraße 24 (Standort)                | Fassade „Gasthof Fraundorfer“               | Reiche Fassadenbemalung von Heinrich Bickel, 1928. | D-1-80-117-148                                          | weitere Bilder |
| Ludwigstraße 27 (Standort)                | Erker und Haustüre                          | Zweigeschossiger Holzerker in historisierenden Formen mit Haubendach, um 1900 | D-1-80-117-150 Wikidata                                 | weitere Bilder |
| Ludwigstraße 27 (Standort)                | Haustüre                                    | Zweiflüglige Holztür mit Oberlicht, um 1900 | D-1-80-117-150 zugehörig Wikidata                       | Haustüre |
| Ludwigstraße 42 (Standort)                | Madonna                                     | Hausmadonna, neubarocke gefasste Holzskulptur unter Baldachin, Anfang 20. Jahrhundert | D-1-80-117-152 Wikidata                                 | weitere Bilder |
| Ludwigstraße 45 (Standort)                | Gasthof „Zum Rassen“                        | Die Geschichte des Gasthofs Zum Rassen geht bis ins 16. Jahrhundert zurück. Die Besitzer waren damals die Andechser Benediktiner, die als Verehrer des Heiligen Rasso bekannt waren. Von diesem Heiligen, dessen Figur auch die Fassade ziert, leitet sich der heutige Name des Wirtshauses ab. Der jetzige dreigeschossige Giebelbau mit spätklassizistischer Fassadengliederung und Eisenbalkon wurde nach dem großen Brand 1865 erbaut. Außerdem schmückt eine große barocke Hausmadonna das Gebäude. Die Bemalung der Fassade entstand in den Jahren 1987/88. | D-1-80-117-155                                          | weitere Bilder |
| Ludwigstraße 46 (Standort)                | Pfarrkirche Maria Himmelfahrt               | Erstmals wurde die Pfarrkirche im Jahre 1347 erwähnt. Diese gotische Kirche gestaltete der Wessobrunner Baumeister Joseph Schmuzer in eine barocke Kirche um, die jedoch dem großen Brand von 1865 zum Opfer fiel. Matthias Berger erbaute von 1868 bis 1871 die jetzige, neugotische und dreischiffige Hallenkirche mit eingezogenem Chor und westlichem Spitzhelmturm. Das alte Hochaltarbild von Litterini konnte gerettet werden und befindet sich heute im Seitenschiff.                                                                                     | D-1-80-117-153                                          | weitere Bilder |
| Ludwigstraße 46 (Standort)                | Terrasse                                    | Mit Tuffsteinbrüstung und Freitreppen,1868–71 | D-1-80-117-153 zugehörig Wikidata                       | Terrasse |
| Ludwigstraße 47 (Standort)                | Werdenfels Museum „Zum Schlampp“            | Das Ehemalige Bürger- und Handelshaus wurde als eines von wenigen Gebäuden beim Marktbrand von Partenkirchen im Jahre 1865 verschont. Heute befindet sich im Haus zum Schlampp oder dem Wackerle-Haus das Werdenfelser Heimatmuseum. Der dreigeschossige Satteldachbau in Ecklage mit Fassadenmalerei und Steinportal wurde nach einem Brand 1747 gebaut, besitzt aber einen wesentlich älteren Kern. | D-1-80-117-156                                          | weitere Bilder |
| Ludwigstraße 56 (Standort)                | Fassade                                     | Stuckfassade, in barockisierenden Formen und bemalten Kartuschen, um 1925–1935. | D-1-80-117-162 Wikidata                                 | weitere Bilder |
| Ludwigstraße 70 (Standort)                | Bauernhaus                                  | Zweigeschossiger Flachsatteldachbau mit giebelseitigem Tennentor, 1811. | D-1-80-117-166 Wikidata                                 | weitere Bilder |
| Ludwigstraße 74/74 a (Standort)           | Doppelbauernhaus                            | Zweigeschossiger Flachsatteldachbau mit giebelseitiger Mittertenne, 1811. | D-1-80-117-168 Wikidata                                 | Doppelbauernhaus |
| Ludwigstraße 76/78 (Standort)             | Doppelbauernhaus                            | Zweigeschossiger Flachsatteldachbau mit giebelseitiger Mittertenne, 1811, Fassadenmalerei modern. | D-1-80-117-169 Wikidata                                 | Doppelbauernhaus |
| Ludwigstraße 80/82 (Standort)             | Doppelbauernhaus                            | Zweigeschossiger Flachsatteldachbau mit giebelseitiger Mittertenne und niedrigem Vorschussgiebel, 1811. | D-1-80-117-170 Wikidata                                 | weitere Bilder |
| Ludwigstraße 81 (Standort)                | Wohn- und Geschäftshaus „Marienhof“         | Zweigeschossiger bogenförmig geschwungener Flachsatteldachbau mit Mezzanin, halbrunden Erkern und Fassadenmalerei, von Hans Kirchhoff, 1934/35, Fresken von Hans Bickel bezeichnet 1935. | D-1-80-117-302 Wikidata                                 | weitere Bilder |
| Martinswinkelstraße 8 (Standort)          | Schlachthof                                 | Verwaltungs- und Wohngebäude, malerischer Gruppenbau mit Knickgiebel, polygonalem Bodenerker und Risaliten; Schlachthalle, erdgeschossiger Walmdachbau mit Dachreiter, aus Eisenbeton, von Wayss und Freytag AG; Lager- und Werkstattgebäude, erdgeschossiger Walmdachbau mit hohem Kniestock und Dachreiter; Einfriedung mit schmiedeeisernem Tor; sämtlich Bezirksamt, 1909. | D-1-80-117-456 Wikidata                                 | weitere Bilder |
| Mittenwalder Straße 1 (Standort)          | Ehemalige Tankstelle                        | Tankwärterhaus unter vorkragendem flachem Flugdach mit Pilzstütze, mit Werkstattgebäude und Autogarage, 1955 | D-1-80-117-423                                          | Ehemalige Tankstelle                                                                                                 |
| Mittenwalder Straße 16 (Standort)         | Landhaus                                    | Zweigeschossiger heimatstiliger Schopfwalmdachbau mit Fachwerkgiebel bzw. -kniestock, Steherker und Giebelbalkons, von Josef Wackerle, 1908. | D-1-80-117-182 Wikidata                                 | weitere Bilder |
| Mittenwalder Straße 39 (Standort)         | Kleines Landhaus                            | Zweigeschossiger heimatstiliger Flachsatteldachbau mit geschwungenem Balusterbalkon, angeschlepptem nördlichem Eingangstrakt, Steherker und reicher Fassadenmalerei, um 1930. | D-1-80-117-185 Wikidata                                 | weitere Bilder |
| Mittenwalder Straße 42 (Standort)         | Landhaus                                    | Zweigeschossiger heimatstiliger Flachsatteldachbau mit profilierten Balkenköpfen und Fassadenmalereien, bezeichnet 1934, Fresken von Heinrich Bickel. | D-1-80-117-184 Wikidata                                 | weitere Bilder |
| Mittenwalder Straße 53 (Standort)         | Landhaus                                    | Zweigeschossiger heimatstiliger Flachsatteldachbau mit dreiseitig umlaufender Laube, Hochlaube, Zierbund und gemalten Rahmungen, von Josef Eizenberger, 1912. | D-1-80-117-186 Wikidata                                 | weitere Bilder |
| Münchner Straße 1 (Standort)              | Kapelle St. Sebastian „Sebastianskircherl“  | Während des Dreißigjährigen Krieges befand sich an der Stelle der Pestfriedhof. Der barocke Satteldachbau mit westlichem Zeltdachturm wurde 1637 erbaut und den Heiligen Sebastian und Rochus, die Schutzpatrone gegen die Pest, geweiht. Der Turm und die Sakristei wurden 1776 angegliedert. 1925 baute Josef Wackerle die Kapelle zu einem Kriegerdenkmal mit angegliederter Grünanlage um. Die Fassadenmalereien und das Gemälde der apokalyptischen Reitern stammen ebenfalls von ihm.                                                                       | D-1-80-117-171                                          | weitere Bilder |
| Münchner Straße 12 (Standort)             | Haustür                                     | Geschnitzte zweiflüglige Tür mit Oberlicht, 1866. | D-1-80-117-188 Wikidata                                 | Haustür |
| Münchner Straße 36 (Standort)             | Landhaus                                    | Zweigeschossiger heimatstiliger Satteldachbau mit Holzbalkon, Erker, Zwerchhaus und Fassadenmalerei, von Sigmund Weidenschlager, 1909/10. | D-1-80-117-189 Wikidata                                 | weitere Bilder |
| Münchner Straße 38 (Standort)             | Landhaus                                    | zweigeschossiger Flachsatteldachbau mit holzverschalten Giebeln, Eckbodenerker, Lauben und Vorzeichen, in Formen des alpenländischen Heimatstils, von Josef Zwerger, 1929, mit Wandmalerei von Heinrich Bickel, bez. 1929; Liegehalle, stirnseitig offener, holzverschalter Ständerbau, nach 1929 | D-1-80-117-451                                          | BW |
| Münchner Straße 40 (Standort)             | Wohnhaus „Advokatenhaus“                    | Zweigeschossiger heimatstiliger Flachsatteldachbau mit verbrettertem Kniestock, hölzernen Balkons, Stichbogenfenstern und Zierbund am verschalten Vordach, 1899. | D-1-80-117-190 Wikidata                                 | weitere Bilder |
| Münchner Straße 65 (Standort)             | Neuer Friedhof Partenkirchen                | Friedhofskapelle mit Wärterwohnung und Gruftarkaden, erdgeschossige Anlage mit monumentaler barockisierender Zwiebelkuppel über der Satteldachkapelle und schindelgedeckten angeschlossenen Walmdachtrakten, von Hermann Lang, 1913. | D-1-80-117-191                                          | weitere Bilder |
| Obermühlweg 1 (Standort)                  | Obermühle                                   | Zweigeschossiger stattlicher Flachsatteldachbau mit Putzgliederung und Fassadenmalerei am westlichen Wohnteil, Bundwerk und Laube am mittigen Wirtschaftsteil, Erker, Laube und Giebelluken am östlichen Wohnteil und westlich vorgelagertem Sägewerk, westlicher Wohnteil bezeichnet 1755, Bundwerk und Säge 19. Jahrhundert, östlicher Wohnteil, Anfang 20. Jahrhundert | D-1-80-117-192 Wikidata                                 | weitere Bilder |
| Pfarrgasse 2 (Standort)                   | Pfarrhof Partenkirchen                      | Zweigeschossiger Walmdachbau mit schlichter Putzgliederung, nach 1833. | D-1-80-117-197 Wikidata                                 | weitere Bilder |
| Pfarrgasse 4 (Standort)                   | Wohnhaus                                    | Zweigeschossiger Walmdachbau mit Fassadenmalerei, wohl nach 1833. | D-1-80-117-198 Wikidata                                 | BW |
| Professor-Wackerle-Straße 8 (Standort)    | Landhaus                                    | Zweigeschossiger Flachsatteldachbau im alpenländischen Heimatstil mit verbrettertem Kniestock, Eckerkern, Lauben, Zierbund und reicher Fassadenmalerei, von Hermann Lang, 1927, Fresken von Heinrich Bickel. | D-1-80-117-202 Wikidata                                 | weitere Bilder |
| Rathausplatz 1 (Standort)                 | Rathaus                                     | Drei- bzw. viergeschossiger Giebelbau mit offener Erdgeschosshalle, nördlich angeschlossener dreigeschossiger zwölfachsiger Traufseitbau mit Dreieckerkern, 1935 aus Anlass der Vereinigung von Garmisch und Partenkirchen in reduzierten Formen des alpenländischen Heimatstils erbaut von Oswald Bieber, Fassadenmalereien von Josef Wackerle. | D-1-80-117-206                                          | weitere Bilder |
| Rathausplatz 15/16 (Standort)             | Fassade                                     | Fassade mit reicher Bemalung, 1935 von Heinrich Bickel und Oswald E. Bieber, 1977 restauriert | D-1-80-117-208 Wikidata                                 | weitere Bilder |
| Rathausplatz 17, 18 (Standort)            | Fassade                                     | Fassadenbemalung und -stuckierung, 1935 von Karl Gries und Arnulf Albinger. | D-1-80-117-311 Wikidata                                 | weitere Bilder |
| Rathausstraße 1/3/5 (Standort)            | Wohn- und Geschäftshaus                     | Fassadenbemalungen und -stuckierungen, 1935 von Heinrich Bickel und Oswald Bieber. | D-1-80-117-209 Wikidata                                 | weitere Bilder |
| Rathausstraße 2/4 (Standort)              | Wohnhaus                                    | Fassadenbemalungen und -stuckierungen, 1935 von Heinrich Bickel und Oswald Bieber. | D-1-80-117-209 zugehörig Wikidata                       | weitere Bilder |
| Reintalstraße 7 (Standort)                | Rathaustrakt                                | Zum Rathaus gehöriger viergeschossiger Trakt, 1935 | D-1-80-117-206 zugehörig Wikidata                       | weitere Bilder |
| Reintalstraße 12 (Standort)               | Landhaus                                    | zweigeschossiger Halbwalmdachbau mit Zwerchhaus, großer stehender Gaube mit Dreiecksgiebel, Erkern, Fensterbändern und Portalvorhalle; mit Einfriedung; von Simon u. Kranebitter, 1913 | D-1-80-117-472                                          | weitere Bilder |
| Römerstraße 30 (Standort)                 | Villa „Gumppenburg“                         | Dreigeschossiger asymmetrisch gegliederter Bau in Heimatstilformen und beherrschender Hanglage mit Schopfwalmdächern, Zwiebeleckturm, Erkern, Dachzone mit Zierfach- und Bundwerk sowie Terrassenanlage, 1897 von Georg Meister, München, errichtet, 1911 durch Gabriel von Seidl umgestaltet. | D-1-80-117-217 Wikidata                                 | weitere Bilder |
| Schnitzschulstraße 2/4 (Standort)         | Ehemaliges Bauernhaus                       | Zweigeschossiger Flachsatteldachbau mit giebelseitiger Mittertenne und kurzem Vorschussgiebel, nach 1811. | D-1-80-117-226 Wikidata                                 | weitere Bilder |
| Schnitzschulstraße 6 (Standort)           | Ehemaliges Bauernhaus                       | Zweigeschossiger Flachsatteldachbau mit giebelseitiger Mittertenne, Nischenmadonna und kurzem Vorschussgiebel, nach Brand 1811 erbaut. | D-1-80-117-227 Wikidata                                 | weitere Bilder |
| Schnitzschulstraße 10 (Standort)          | Wohn- und Geschäftshaus „Zum Manger“        | Die erste Erwähnung des Hauses mit der alten Hausnummer 140/141 stammt aus dem Jahr 1600. Um 1700 wurde das Gebäude in zwei Hälften geteilt. Die linke Seite brach man 1912 ab, und Salvetti errichtete an seiner Stelle einen zweigeschossigen Flachsatteldachbau mit Ladenfenster, Erker und Blockbau-Giebellaube im malerisch-barockisierenden Heimatstil. | D-1-80-117-228 Wikidata                                 | weitere Bilder |
| Schnitzschulstraße 17/19 (Standort)       | Richard-Strauss-Institut „Villa Christina“  | Ehemalige Herrschaftsvilla, jetzt Richard-Strauß-Institut, Zweigeschossiger heimatstiliger Mansardwalmdachbau mit Türmen, Schopfwalmddach-Risaliten, hölzernen Balkons und Zierfachwerk, 1893 für L. Mayer-v. Doss von Architekt Wilhelm Manchot, Mannheim, erbaut. | D-1-80-117-229 Wikidata                                 | weitere Bilder |
| Schnitzschulstraße 17/19 (Standort)       | Kurpark Partenkirchen                       | Parkanlage und Einfriedung. | D-1-80-117-229 zugehörig Wikidata                       | BW |
| Sonnenbergstraße (Standort)               | Antoniusbrunnen                             | Steinerne Figur auf hohem Postament inmitten eines Tuffsteinbeckens, um 1880. | D-1-80-117-238 Wikidata                                 | weitere Bilder |
| Sonnenbergstraße 17 (Standort)            | Haustüre                                    | Neugotische Haustür, nach 1863. | D-1-80-117-236 Wikidata                                 | Haustüre |
| Wankweg 2 (Standort)                      | Bundwerk                                    | Reicher Zierbund mit teilverschaltem Vorbund, bezeichnet 1715, 1916 und nach 1996 wiederverwendet. | D-1-80-117-254 Wikidata                                 | BW |
| Wettersteinstraße 30 (Standort)           | Werdenfels-Gymnasium                        | Ehemaliges Knabenoberschule, dreiflügelige, zwei- bzw. dreigeschossige Anlage mit Satteldächern und südlichem Aulaanbau, nach Plänen von Oswald Eduard Bieber, 1938–1954. | D-1-80-117-439                                          | weitere Bilder |
| Wettersteinstraße 41 (Standort)           | Pensionsvilla „Haus Therese“                | Zweigeschossiger heimatstiliger Walmdachbau mit Eckerker, dreiseitig umlaufender Balkons und Fassadenmalerei am vorderen Hausteil, von M. Simon, 1910, 1990/91 Umbau und Aufteilung in Eigentumswohnungen. | D-1-80-117-255 Wikidata                                 | weitere Bilder |
| Wilhelm-von-Miller-Weg 10 (Standort)      | Villa „Leitenschlößl“                       | Dreigeschossiger Walmdachbau in historisierenden Jugendstilformen mit großen Loggien, kräftigem Belvedereturm und Putzgliederung, 1896–1899 von Emanuel von Seidl für Wilhelm von Miller um- und ausgebaut. | D-1-80-117-257 Wikidata                                 | [[Vorlage:Bilderwunsch/code!/C:47.491627234,11.11608266!/D:Wilhelm-von-Miller-Weg 10, Villa „Leitenschlößl“ !/\|BW]] |
| Wilhelm-von-Miller-Weg 20 (Standort)      | Ehemaliges Bauernhaus „Leitenhof“           | Zweigeschossiger Preisdachbau, wohl 18. Jahrhundert, Ausbau zum Landhaus mit Erker 1908 durch Hugo Roeckl für Helene von Miller. | D-1-80-117-258 Wikidata                                 | Ehemaliges Bauernhaus„Leitenhof“                                                                                     |

### Angerhütte
| Lage                    | Objekt            | Beschreibung | Akten-Nr.               | Bild           |
| ----------------------- | ----------------- | --- | ----------------------- | -------------- |
| Angerhütte 1 (Standort) | Reintalangerhütte | Schutzhütte des Deutschen Alpenvereins, zweigeschossiger Flachsatteldachbau mit Kniestock, rückwärtigen Pultdachanbauten, Erdgeschoss aus Polygonalmauerwerk, Obergeschoss und Kniestock, verschindelte Ständer-Riegel-Konstruktion, von Josef Zwerger, 1911/12, Terrasseneinfriedung aus Polygonalmauerwerk, 1911/12, und Bruchsteinmauerwerk, um 1930, Aufstockung westlicher Pultdachanbau, von Josef Schwaiger, 1950. | D-1-80-117-464 Wikidata | weitere Bilder |

### Esterberg
| Lage                   | Objekt         | Beschreibung | Akten-Nr.                | Bild           |
| ---------------------- | -------------- | --- | ------------------------ | -------------- |
| Esterberg 1 (Standort) | Esterbergalm   | Schwaighof und Alm, zweigeschossiger teilweise verbretterter Putzbau mit Legschindel-Flachsatteldach, wohl 18. Jahrhundert, 1980 stark erneuert. | D-1-80-117-265 Wikidata  | weitere Bilder |
| Esterberg 1 (Standort) | Josefs-Kapelle | Kleiner Satteldachbau mit verschindeltem Dachreiter, 1803.                                                                                       | D-1-80-117-265 zugehörig | Josefs-Kapelle |

### Griesen
| Lage                | Objekt  | Beschreibung | Akten-Nr.               | Bild           |
| ------------------- | ------- | --- | ----------------------- | -------------- |
| Ofenwald (Standort) | Kapelle | Erdgeschossiger Walmdachbau mit Vorhalle und verschindeltem Zwiebel-Dachreiter; erbaut um 1905/10 von Architekt Heinrich Neu, München; mit Ausstattung; an der Landesgrenze. | D-1-80-117-266 Wikidata | weitere Bilder |

### Gschwandt
| Lage                 | Objekt  | Beschreibung                                         | Akten-Nr.               | Bild           |
| -------------------- | ------- | ---------------------------------------------------- | ----------------------- | -------------- |
| Gschwandt (Standort) | Kapelle | Satteldachbau mit Glockenstuhl und Dachreiter, 1883. | D-1-80-117-267 Wikidata | weitere Bilder |

### Hintergraseck
| Lage                           | Objekt  | Beschreibung                                                        | Akten-Nr.               | Bild           |
| ------------------------------ | ------- | ------------------------------------------------------------------- | ----------------------- | -------------- |
| Grasecker Viehweide (Standort) | Kapelle | Satteldachbau mit Glockenstuhl und Dachreiter, 18./19. Jahrhundert. | D-1-80-117-268 Wikidata | weitere Bilder |

### Kaltenbrunn
| Lage                      | Objekt    | Beschreibung                                                           | Akten-Nr.               | Bild      |
| ------------------------- | --------- | ---------------------------------------------------------------------- | ----------------------- | --------- |
| Kaltenbrunn 36 (Standort) | Bildstock | Satteldachbau mit großer Bildnische, 18. Jahrhundert; mit Ausstattung. | D-1-80-117-270 Wikidata | Bildstock |

### Mittergraseck
| Lage                  | Objekt     | Beschreibung                                                                           | Akten-Nr.               | Bild       |
| --------------------- | ---------- | -------------------------------------------------------------------------------------- | ----------------------- | ---------- |
| Graseck 10 (Standort) | Bauernhaus | Zweigeschossiger Flachsatteldach mit Kniestock und Lauben, wohl Mitte 19. Jahrhundert. | D-1-80-117-271 Wikidata | Bauernhaus |

### Münchner Haus
| Lage                   | Objekt | Beschreibung | Akten-Nr.      | Bild |
| ---------------------- | --- | --- | -------------- | --- |
| Zugspitze 1 (Standort) | Schutzhütte des Deutschen Alpenvereins, sogenanntes Münchner Haus                                         | Erdgeschossiger Pultdachbau, teilweise Betonmauerwerk, mit Hangstützmauer, von Adolf Wenz, 1897, Aufstockung durch Kniestock, Erweiterung und Verschindelung der südöstlichen Traufseite, Teilverblechung der nordwestlichen Traufseite, 1911–1913, mit Wetterwarte, ehemaliges Königliches Hochobservatorium, turmartiger, blechverkleideter Fachwerkbau auf Erdgeschoss aus Betonmauerwerk, von Adolf Wenz, 1900, mit Gedenktafeln an Adolf Wenz, bezeichnet 1897, und Erinnerungstafel an Josef Enzensperger, letztere von Heinrich Waderé,1904. (Zur Geschichte des Hauses) | D-1-80-117-452 | weitere Bilder                                                                                            |
| Zugspitze 3 (Standort) | Funkübertragungsstelle                                                                                    | Äußere vierteltonnige Hülle aus drei hyperbolischen Schalen aus Aluminiumfachwerk mit Aluminium- und Plexiglastafeln, mit nördlicher Antennenbrücke und Fundamenten der früheren südlichen Antennenbrücke; Innengebäude, dreigeschossig, aus Leichtbauelementen, mit Tunnel; mit technischer Ausstattung; von Hans Maurer mit Oberpostdirektion München, 1975–1981. | D-1-80-117-446 | Funkübertragungsstelle                                                                                    |
| Zugspitze 4 (Standort) | Ehemalige Höhenstrahlungsmessstation des Instituts für Physik und Astrophysik der Max-Planck-Gesellschaft | Raumschiffartiger Bau mit abgerundeten Ecken und abgeschlepptem Pyramidendach aus selbsttragender, metallsichtiger Aluminiumkonstruktion, in Montagebauweise, aufgeständert auf Fundamenten einer ehemaligen Militärseilbahn, von Uwe Breukel, 1963. | D-1-80-117-447 | Ehemalige Höhenstrahlungsmessstation des Instituts für Physik und Astrophysik der Max-Planck-Gesellschaft |

### Rieß
| Lage              | Objekt                            | Beschreibung | Akten-Nr.                         | Bild           |
| ----------------- | --------------------------------- | --- | --------------------------------- | -------------- |
| Rieß 8 (Standort) | Olympia-Bobbahn                   | Naturbahn mit Kurvenerhöhung am Nordabhang des Riesserkopfs, 1910 errichtet, 1934/35 nach Plänen von Stanislaus M. Zentzytzki modernisiert und auf eine Länge von 1654 m ausgebaut; zugehörig Fahnenmasten entlang der Strecke sowie eine eiserne ehemalige Fußgängerbrücke. | D-1-80-117-313 Wikidata           | weitere Bilder |
| Rieß 8 (Standort) | Olympia-Bobbahn „Bobschuppen“     | Der Bobschuppen wurde renoviert und beherbergt mittlerweile ein kleines Museum das kostenlos besichtigt werden kann. | D-1-80-117-313 zugehörig Wikidata | BW             |
| Rieß 8 (Standort) | Olympia-Bobbahn „Transportaufzug“ | Talstation des Transportaufzugs mit Gleisen. | D-1-80-117-313 zugehörig Wikidata | BW             |
| Rieß 8 (Standort) | Olympia-Bobbahn „Pumpenhaus“      | Das ehemalige Pumpwerk ist ruinös mit überkommene Außenwänden | D-1-80-117-313 zugehörig Wikidata | BW             |
| Rieß 8 (Standort) | Olympia-Bobbahn „Hydrant“         | Ehemaliger Hydrant zur Wasserversorgung. | D-1-80-117-313 zugehörig Wikidata | BW             |

### Sankt Anton
| Lage                                 | Objekt                                            | Beschreibung | Akten-Nr.                         | Bild                          |
| ------------------------------------ | ------------------------------------------------- | --- | --------------------------------- | ----------------------------- |
| Sankt Anton 1 (Standort)             | Katholische Votiv- und Wallfahrtskirche St. Anton | Oktogonaler barocker Kernbau mit nordwestlichem Choranbau, von Fabian Mayr 1704/05, 1734–1736 Erweiterung nach Süden und einheitlicher Ausbau der Anlage mit Umgängen, Grotten und Zwiebelturm durch Joseph Schmuzer; mit Ausstattung | D-1-80-117-272 Wikidata           | weitere Bilder                |
| Sankt Anton 1 (Standort)             | Franziskanerkloster St. Anton                     | Ehemaliges Priesterhaus, jetzt Franziskanerkloster, schlichter westseitig abgewalmter Satteldachbau mit gemalter Gliederung, um 1740, seit 1935 Franziskanerkloster.                                                                  | D-1-80-117-272 zugehörig Wikidata | Franziskanerkloster St. Anton |
| St. Anton (Standort)                 | Kreuzweg                                          | Zwischen Partenkirchen und St. Anton, Zehn Stationskapellen mit Satteldächern, um 1780/90; mit Ausstattung. | D-1-80-117-273 Wikidata           | Kreuzweg                      |
| St. Anton (Standort)                 | Brunnenkapelle                                    | Offener Satteldachbau 1. Hälfte 18. Jahrhundert; mit Ausstattung | D-1-80-117-274 Wikidata           | BW                            |
| St. Anton Anlagen (Standort)         | König Ludwig Denkmal                              | Ehrenmal, klassizisierende Büste König Ludwigs II. auf gefasstem Sockel, bezeichnet 1895; in den Anlagen unterhalb St. Anton. | D-1-80-117-275 Wikidata           | König Ludwig Denkmal          |
| Forststraße zum Esterberg (Standort) | Daxkapelle                                        | Satteldachbau mit Putzgliederung, bezeichnet 1852; mit Ausstattung; am Weg von St. Anton zum Esterberg, nördlich von Partenkirchen.                                                                                                   | D-1-80-117-276 Wikidata           | weitere Bilder                |

### Schachen
| Lage                  | Objekt      | Beschreibung | Akten-Nr.               | Bild           |
| --------------------- | ----------- | --- | ----------------------- | -------------- |
| Schachen 1 (Standort) | Jagdschloss | Zweigeschossiger Holzständerbau im Schweizerhausstil mit Flachsatteldach, erdgeschossigen seitlichen Anbauten, Lauben und Aussägearbeiten, von Georg Dollmann für König Ludwig II., 1869–1871; mit Ausstattung. | D-1-80-117-277 Wikidata | weitere Bilder |

### Schlattan
| Lage                   | Objekt                            | Beschreibung                                                                                            | Akten-Nr.               | Bild           |
| ---------------------- | --------------------------------- | --- | ----------------------- | -------------- |
| Schlattan 2 (Standort) | Getreidekasten                    | zu Haus Nr. 2 gehöriger Getreidekasten, Blockbau mit profiliertem Türsturz, um 1650, Dachaufbau modern. | D-1-80-117-279 Wikidata | BW             |
| Schlattan (Standort)   | Kapelle beim Gasthaus Pfeifferalm | Kleiner Steildachbau, 1697; mit Ausstattung                                                             | D-1-80-117-278 Wikidata | weitere Bilder |

### Schwaigwang
| Lage                                    | Objekt           | Beschreibung | Akten-Nr.               | Bild           |
| --------------------------------------- | ---------------- | --- | ----------------------- | -------------- |
| Schwaigwang 1 (Standort)                | Vogtshaus        | Gutshof, von 1632 bis zum 18. Jahrhundert Sitz des werdenfelsischen Pflegers; zweigeschossiger Flachsatteldachbau in Heimatstilformen mit Kniestock, barockem Wappenfresk und südseitiger Sonnenuhr, stattlicher Putzbau, im Kern 17./18. Jahrhundert, Ausbau nach Mitte 19. Jahrhundert im Schweizerhausstil mit hölzernen Lauben; Wappen im Giebel barock, Haustür biedermeierlich. | D-1-80-117-280 Wikidata | BW             |
| Schloßanger Ruine Werdenfels (Standort) | Ruine Werdenfels | Ehemaliger Pflegersitz, unverputzte Haustein-Mauerreste um 1180, seit 17. Jahrhundert Ruine. | D-1-80-117-281 Wikidata | weitere Bilder |

### Vordergraseck
| Lage | Objekt         | Beschreibung | Akten-Nr.               | Bild           |
| --- | -------------- | --- | ----------------------- | -------------- |
| Partnachklamm (Standort)                                                                                            | Maria mit Kind | neugotische Bronzefigur in Felsnische mit Inschriftkartusche und blecherner Überdachung, 1. Viertel 20. Jh.                                                                                                  | D-1-80-117-475          | BW             |
| Vordergraseck (Standort)                                                                                            | Kapelle        | Satteldachbau mit Dachreiter, 19./20. Jahrhundert. | D-1-80-117-282 Wikidata | weitere Bilder |
| Wildenauer Straße; Dießengraben; Graseck 4; Hagenrain; Partnach; Schlanggraben; Wildenau 14; Wildenau 16 (Standort) | Graseckbahn    | Pendelseilbahn mit zwei Kabinen, eine Horizontalstütze am Felsen, Talstation mit Fresko (bez. 1953) und rückwärtigem Anbau, Bergstation, von Seilbahnbaufirma Karl Peter, 1953; mit technischer Ausstattung. | D-1-80-117-469 Wikidata | weitere Bilder |

### Wamberg
| Lage                  | Objekt                            | Beschreibung | Akten-Nr.                         | Bild           |
| --------------------- | --------------------------------- | --- | --------------------------------- | -------------- |
| Wamberg 10 (Standort) | Kleinbauernhaus                   | Zweigeschossiger putzgegliederter Flachsatteldachbau mit Giebel- und Traufseitlaube, Legschindeldach, Mitte 19. Jahrhundert.                                                                                   | D-1-80-117-285 Wikidata           | weitere Bilder |
| Wamberg 12 (Standort) | Kleinbauernhaus                   | Zweigeschossiger putzgegliederter Flachsatteldachbau mit Giebel- und Traufseitlaube, Legschindeldach, Mitte 19. Jahrhundert.                                                                                   | D-1-80-117-287 Wikidata           | weitere Bilder |
| Wamberg 13 (Standort) | Doppelbauernhaus                  | Giebelgeteilter legschindelgedeckter Flachsatteldachbau mit teilweise verschaltem Obergeschoss und Lauben, mit Legschindeldach, 2. Hälfte 18. Jahrhundert.                                                     | D-1-80-117-288 Wikidata           | weitere Bilder |
| Wamberg 13 (Standort) | Getreidekasten                    | Blockbau, 2. Hälfte 17. Jahrhundert, ca. 100 m nach Norden versetzt. | D-1-80-117-288 zugehörig Wikidata | BW             |
| Wamberg 18 (Standort) | Katholische Filialkirche St. Anna | barocker Saalbau mit östlichem Zwiebelturm, bezeichnet 1720; mit Ausstattung | D-1-80-117-283                    | weitere Bilder |
| Wamberg (Standort)    | Heustadel                         | Wiesstadel, nach außen geneigter Blockbau aus unbearbeiteten Rundhölzern mit Flachsatteldach, Firstsäule bezeichnet 1875.                                                                                      | D-1-80-117-427 Wikidata           | BW             |
| Wamberg (Standort)    | Heustadel                         | Wiesstadel, nach außen geneigter Blockbau aus unbehandelten Rundhölzern mit legschindelgedecktem Flachsatteldach und profilierten Firstsäulen und angeschlepptem verschaltem Anbau, 2. Hälfte 19. Jahrhundert. | D-1-80-117-428 Wikidata           | BW             |

### Wettersteinalpe
| Lage                        | Objekt         | Beschreibung                                                                                       | Akten-Nr.               | Bild           |
| --------------------------- | -------------- | -------------------------------------------------------------------------------------------------- | ----------------------- | -------------- |
| Wettersteinalm 1 (Standort) | Wettersteinalm | Erdgeschossiger Putzbau mit Flachsatteldach und Zierbund, 19. Jahrhundert, Dach und Zierbund 1974. | D-1-80-117-291 Wikidata | weitere Bilder |

## Ehemalige Baudenkmäler
In diesem Abschnitt sind Objekte aufgeführt, die früher einmal in der Denkmalliste eingetragen waren, jetzt aber nicht mehr. Objekte, die in anderem Zusammenhang – also z. B. als Teil eines Baudenkmals – weiter eingetragen sind, sollen hier nicht aufgeführt werden. Aktennummern in diesem Abschnitt sind ehemalige, jetzt nicht mehr gültige Aktennummern.

| Lage                                            | Objekt                       | Beschreibung | Akten-Nr.               | Bild                         |
| ----------------------------------------------- | ---------------------------- | --- | ----------------------- | ---------------------------- |
| Garmisch Alpspitzstraße 2 (Standort)            | Bundwerk                     | Zierbundgiebel, Mitte 18. Jahrhundert | D-1-80-117-2 Wikidata   | weitere Bilder               |
| Garmisch Am Kurpark 5 (Standort)                | Hölzerner Erker              | Hölzerner Erker, Neurenaissance, Ende 19. Jahrhundert | D-1-80-117-22 Wikidata  | weitere Bilder               |
| Garmisch Am Kurpark 6 (Standort)                | Wohnhaus                     | mit Zierbundgiebel, um 1800. | D-1-80-117-23 Wikidata  | weitere Bilder               |
| Garmisch Am Kurpark 15 (Standort)               | Hölzerne Erker               | Erker geschnitzt, Neurenaissance, Ende 19. Jahrhundert | D-1-80-117-24 Wikidata  | weitere Bilder               |
| Garmisch Burgstraße 5 (Standort)                | Zierbundgiebel               | Zierbundgiebel, 2. Hälfte 18. Jahrhundert | D-1-80-117-39 Wikidata  | Zierbundgiebel               |
| Garmisch Fürstenstraße 28 (Standort)            | Bundwerk„Zum Koser“          | Die ersten schriftlichen Datierungen des Hauses mit eder alten Haus-Nr. 243 a+b stammen aus den Jahren 1604 und 1633. Der Besitzer des Hotel Husar kaufte um 1900 das Haus und nutzte das Gebäude als Stall und Lager. Später ließ er die linke Hälfte abbrechen. Nach einer Renovierung im Jahre 1958 stieß man im Zierbundwerk am Giebel auf die Jahreszahl 1790. | D-1-80-117-79 Wikidata  | BW                           |
| Garmisch Griesgartenstraße 24 (Standort)        | Bundwerk                     | Zierbundgiebel, Ende 18. Jahrhundert | D-1-80-117-86 Wikidata  | weitere Bilder               |
| Garmisch Höllentalstraße 6 (Standort)           | Bundwerk                     | Zierbundgiebel, Mitte 18. Jahrhundert | D-1-80-117-434          | weitere Bilder               |
| Garmisch Höllentalstraße 8/8 a (Standort)       | Bundwerk                     | Zierbundgiebel, Ende 18. Jahrhundert | D-1-80-117-435          | weitere Bilder               |
| Garmisch Klammstraße 6 (Standort)               | Ehemaliges Bauernhaus        | Zweigeschossiger verputzter Flachsatteldachbau, Ende 18. Jahrhundert, Haustür Mitte 19. Jahrhundert, Lüftlmalerei erneuert. | D-1-80-117-113 Wikidata | BW                           |
| Garmisch Klammstraße 11 (Standort)              | Bundwerk                     | Zierbundgiebel, 2. Hälfte 18. Jahrhundert | D-1-80-117-115 Wikidata | weitere Bilder               |
| Garmisch Klammstraße 12 (Standort)              | Bundwerk                     | Zierbund- und Blockbauteile, 18. Jahrhundert | D-1-80-117-116 Wikidata | weitere Bilder               |
| Garmisch Kreuzstraße 16 (Standort)              | Ehemaliges Bauernhaus        | Giebelfront des 18. Jahrhunderts (übrige Teile erneuert). | D-1-80-117-125 Wikidata | weitere Bilder               |
| Garmisch Kreuzstraße 21 (Standort)              | Ehemaliges Bauernhaus        | Zweigeschossiger Flachsatteldachbau mit Laube und Zierbund, Ende 18. Jahrhundert, 1957 und 1963 umgebaut, Malereien 1965 | D-1-80-117-127 Wikidata | weitere Bilder               |
| Garmisch Loisachstraße 43 (Standort)            | Ehemaliges Benefiziatenhaus  | Alter Wohnteil, stattlicher Putzbau mit Flachsatteldach, bezeichnet 1766 (Bemalung ehemals barock, jetzt neu) | D-1-80-117-139 Wikidata | weitere Bilder               |
| Garmisch Loisachstraße 47 (Standort)            | Bundwerk                     | Zierbundgiebel, 2. Hälfte 18. Jahrhundert | D-1-80-117-140          | weitere Bilder               |
| Garmisch Mohrenplatz 4 (Standort)               | Altes Schulhaus              | Breitgelagerter, zweigeschossiger Satteldachbau, im Kern 17./18. Jahrhundert, um 1835 zum Schulhaus umgebaut, später mehrfach verändert. Das Gebäude wurde 2007 abgerissen und durch einen Neubau im Alpenländischen Stil ersetzt. |                         | BW                           |
| Garmisch Promenadestraße 2/2a (Standort)        | Bundwerk                     | Zierbund, um 1780/90. | D-1-80-117-203 Wikidata | weitere Bilder               |
| Partenkirchen Badgasse 24/26 (Standort)         | Inschrifttafel „Zum Bummara“ | Die Inschrifttafel am Gebäude mit der alten Hausnummer 91a/121 bezeichnet das Jahr 1787. | D-1-80-117-14 Wikidata  | Inschrifttafel„Zum Bummara“  |
| Partenkirchen Badgasse 29/31 (Standort)         | Ehemaliges Doppel-Bauernhaus | verputzt, giebelseitige Mittertenne, Zierbund bezeichnet 1792. | D-1-80-117-15 Wikidata  | Ehemaliges Doppel-Bauernhaus |
| Partenkirchen Ballengasse 18/20 (Standort)      | Haustür                      | Geschnitzte Haustür, nach 1863. | 0                       | Haustür                      |
| Partenkirchen Ludwigstraße 52 (Standort)        | Haustür                      | Geschnitzte Tür, nach 1865. |                         | Haustür                      |
| Partenkirchen Ludwigstraße 54 (Standort)        | Erker                        | erbaut Anfang 20. Jahrhundert |                         | Erker                        |
| Partenkirchen Ludwigstraße 60 (Standort)        | Balkon                       | Eisenbalkon, spätklassizistisch, nach 1865. |                         | Balkon                       |
| Partenkirchen Mittenwalder Straße 38 (Standort) | Landhaus                     | Im Heimatstil mit Fassadenmalereien von Heinrich Bickel, erbaut 1935/36 von Architekt Artur Holzheimer. | Wikidata                | Landhaus                     |
| Partenkirchen Römerstraße 3 (Standort)          | Haustüre                     | Geschnitzte Haustür, nach 1863. | 0                       | Haustüre                     |
| Partenkirchen Römerstraße 9/11 (Standort)       | Haustüre                     | Aufgedoppelte Haustür, nach 1863. | 0                       | Haustüre                     |
| Partenkirchen Sonnenbergstraße 6 (Standort)     | Bauernhaus „Larashaus“       | Mit Zierbundgiebel und giebelseitiger Mittertenne, bezeichnet 1754, erneuert 1979. | 0                       | weitere Bilder               |
| Partenkirchen Sonnenbergstraße 8 (Standort)     | Inschrifttafel               | Inschrifttafel an der Front, 1729. |                         | BW                           |
| Partenkirchen Sonnenbergstraße 11 (Standort)    | Haustüre                     | Geschnitzte Haustüre, nach 1863. | 0                       | Haustüre                     |
| Kaltenbrunn Kaltenbrunn 32 (Standort)           | Kapelle                      | Modern; mit historischer Ausstattung |                         | BW                           |